# 2009년 미국 경기 회복 및 재투자법
2009년 미국 경기 회복 및 재투자법(영어: American Recovery and Reinvestment Act of 2009, ARRA)(미국 공법 Pub.L. 111–5), 약칭 회복법(영어: Recovery Act)은 제111대 미국 의회에서 제정되고 버락 오바마 대통령이 2009년 2월에 서명한 경기 부양책이다. 대침체에 대응하여 개발된 이 연방 법규의 주요 목표는 기존 일자리를 보존하고 가능한 한 빨리 새로운 일자리를 창출하는 것이었다. 다른 목표는 경기 침체의 영향을 가장 많이 받은 사람들을 위한 임시 구호 프로그램을 제공하고 인프라, 교육, 보건 및 재생 가능 에너지에 투자하는 것이었다.
경기 부양책의 대략적인 비용은 통과 당시 7,870억 달러로 추정되었고 이후 2009년부터 2019년까지 8,310억 달러로 수정되었다. ARRA의 이론적 근거는 케인즈 경제학에 기반을 두고 있는데, 이는 경기 침체기에는 정부가 일자리를 보존하고 추가적인 경제적 악화를 막기 위해 민간 지출 감소를 공공 지출 증가로 상쇄해야 한다는 것이다.
경기 부양책을 둘러싼 정치는 매우 논쟁적이었으며 공화당은 부양책의 규모를 비판했다. 우파에서는 티파티 운동을 촉발시켰고, 2010년 중간 선거에서 공화당이 하원에서 승리하는 데 기여했을 수도 있다. 단 한 명의 공화당 하원 의원도 경기 부양책에 찬성표를 던지지 않았고, 단 세 명의 공화당 상원 의원만이 찬성표를 던졌다. 대부분의 경제학자들은 경기 부양책이 필요했던 것보다 작았다는 데 동의한다. 경제학자들을 대상으로 한 설문조사에 따르면 경기 부양책이 실업률을 감소시켰다는 데 압도적인 동의가 있었고, 부양책의 이점이 비용보다 크다는 데 동의했다.

## 입법 역사
하원과 상원 법안 모두 주로 민주당 의회 위원회 지도자들과 그들의 직원들에 의해 작성되었다. 2009년 1월 20일 오바마 대통령이 공식 취임하기 전에 법안 작업이 시작되었기 때문에, 오바마 대통령 당선인의 최고 보좌관들은 위원회 지도자 및 직원들과 여러 차례 회의를 가졌다. 2009년 1월 10일, 오바마 대통령 당선인의 행정부는 고려 중인 일부 전형적인 회복 패키지가 일자리에 미치는 영향에 대한 예비 분석을 제공하는 보고서를 발표했다.

### 하원 회의

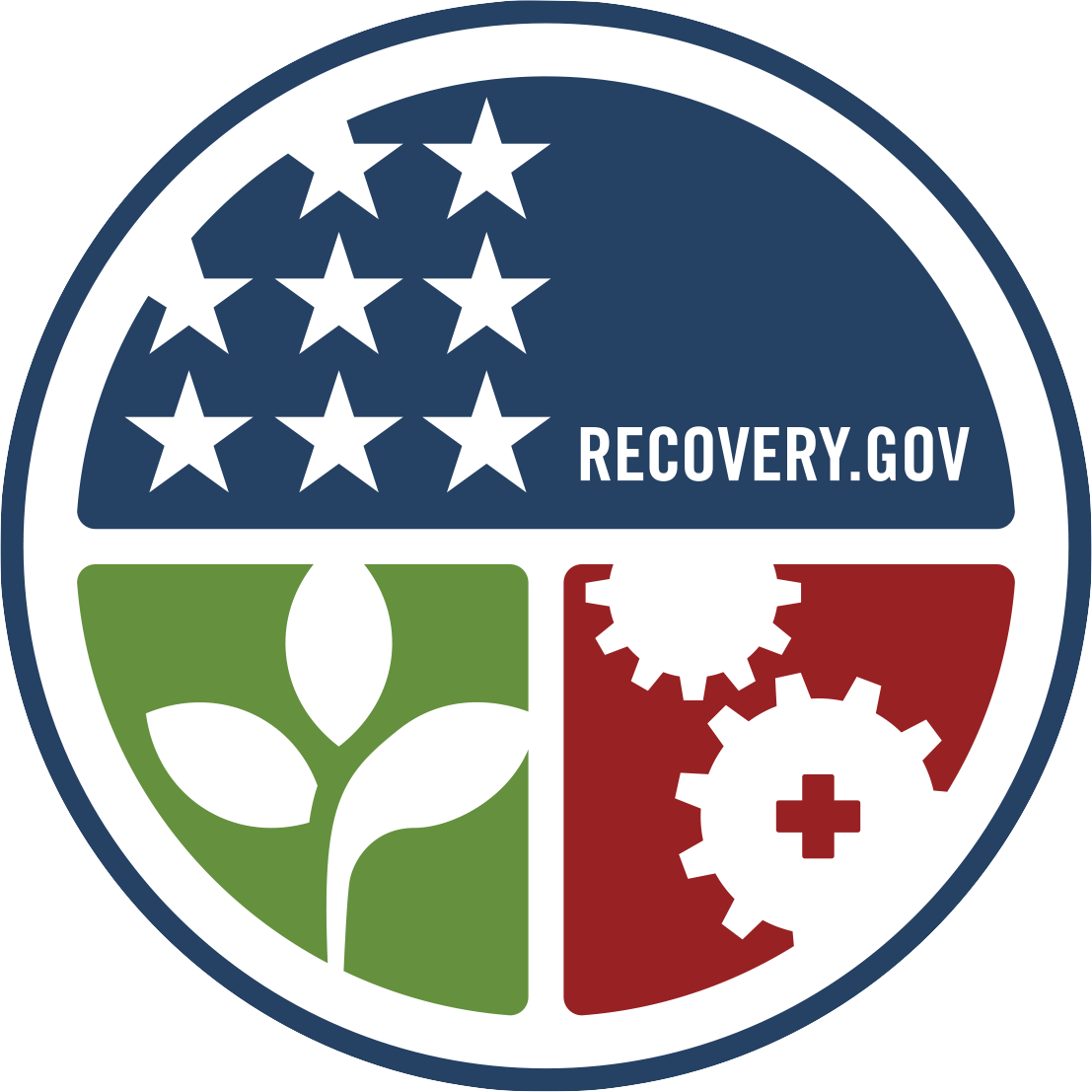
2009년 미국 경기 회복 및 재투자법의 공식 웹사이트인 Recovery.gov의 공식 인장

하원 법안 H.R. 1은 하원 세출위원회 위원장인 데이브 오비에 의해 2009년 1월 26일에 발의되었으며 9명의 다른 민주당 의원들이 공동 발의했다. 1월 23일, 하원 의장 낸시 펠로시는 이 법안이 2009년 2월 16일 이전에 오바마 대통령이 서명하여 법률로 제정될 예정이라고 밝혔다. 206개의 수정안이 본회의 표결에 부쳐질 예정이었지만, 이들은 단 11개로 통합되어 법안의 신속한 통과가 가능해졌다.
2009년 1월 28일, 하원은 244대 188로 법안을 통과시켰다. 11명을 제외한 모든 민주당 의원들이 법안에 찬성했지만, 단 한 명의 공화당 의원도 찬성표를 던지지 않았다. 177명의 공화당 의원은 반대했고, 한 명의 공화당 의원(지니 브라운-와이트)은 불참했다.

### 상원
상원 법안 S. 1은 2009년 1월 6일에 발의되었고, 후에 하원 법안 SA 570의 수정안으로 대체되었다. 이 법안은 다수당 원내대표인 해리 리드가 발의했으며, 16명의 다른 민주당 의원과 민주당과 연합한 독립 의원 조 리버먼이 공동 발의했다.
상원은 2009년 2월 2일 주에 2,750억 달러의 세금 조항부터 법안 심의를 시작했다. 하원 법안과 상원 법안의 중요한 차이점은 대체 최소 세금(AMT) 개정안의 1년 연장 포함 여부였는데, 이는 법안 총액에 700억 달러를 추가했다.
공화당은 세금 감면 비중을 늘리고 지출을 축소하며 전체 가격을 낮추는 방향으로 여러 수정안을 제안했다. 오바마 대통령과 상원 민주당 의원들은 인프라 지출을 늘리고 주택 세금 공제액을 7,500달러에서 15,000달러로 두 배로 늘리며, 최초 주택 구매자뿐만 아니라 모든 주택 구매자에게 확대 적용하자는 공화당의 제안에 기꺼이 타협할 의사가 있음을 시사했다.
고려된 다른 수정안으로는 2009년 자유법, 상원 재정위원회 위원인 마리아 캔트웰(민주당)과 오린 해치(공화당)가 제안한 플러그인 전기차에 대한 세금 인센티브를 포함하는 수정안 등이 있었다.
상원은 오바마 대통령의 요청으로 2월 7일 특별 토요일 토론회를 소집했다. 상원은 2월 9일 61대 36으로(2명 불참) 법안에 대한 토론을 종료하고 법안 자체에 대한 표결을 위해 상원 본회의로 넘겼다. 2월 10일, 상원은 61대 37로(1명 불참) 표결했다.
모든 민주당 의원들이 찬성했지만, 단 세 명의 공화당 의원(수전 콜린스, 올림피아 스노, 알렌 스펙터)만이 찬성했다. 스펙터는 그 해 말 민주당으로 당적을 변경했다. 한때 상원 법안은 8,380억 달러에 달했다.

### 하원, 상원 및 회의 버전 비교

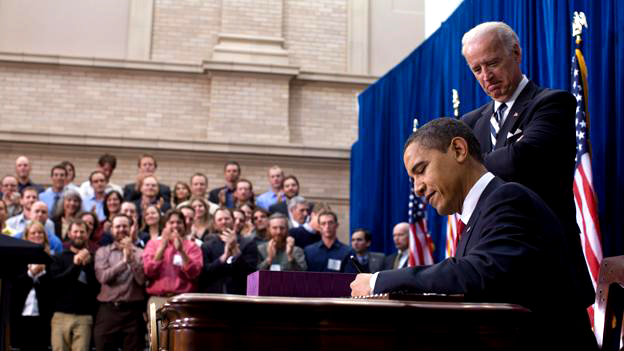
대통령 버락 오바마는 2009년 2월 17일 콜로라도주 덴버에서 ARRA 법안에 서명한다. 조 바이든 부통령이 그의 뒤에 서 있다.

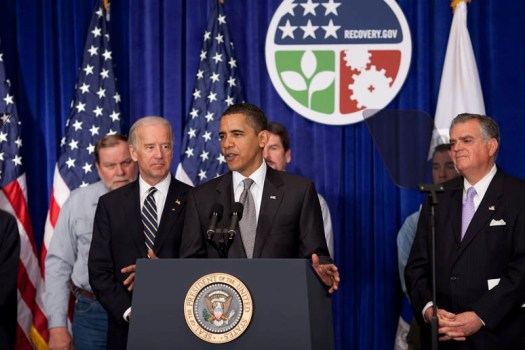
대통령 버락 오바마는 ARRA를 통해 승인된 2,000번째 프로젝트에 대해 연설한다. 대통령은 조 바이든 부통령과 교통부 장관 레이 라후드와 함께한다.

상원 공화당 의원들은 오바마의 계획을 더 면밀히 따랐던 하원 법안에서 거의 전례 없는 수준의 변화(거의 1,500억 달러)를 강요했다. 상원 민주당 의원들이 초안을 작성한 8,270억 달러의 경제 회복 계획과 하원을 통과한 8,200억 달러 버전, 그리고 최종 7,870억 달러의 회의 버전을 비교하면 이 비슷한 총액 내에서도 엄청난 변화가 있음을 알 수 있다. 추가 부채 비용은 10년 동안 약 3,500억 달러 이상을 추가할 것이다. 많은 조항들은 2년 안에 만료될 예정이었다.
상원 법안과 하원 법안 간의 주요 재정 차이는 다음과 같다. 상원에서는 건강 관리(1,533억 대 1,400억 달러), 재생 가능 에너지 프로그램(740억 대 394억 달러), 주택 구매자 세금 공제(355억 대 26억 달러), 노년층에 대한 새로운 지급금 및 AMT 한도 1년 증가에 더 많은 자금이 배정되었다. 하원에서는 교육(1,430억 대 1,191억 달러), 인프라(904억 대 620억 달러), 저소득 근로자 및 실업자 지원(715억 대 665억 달러)에 더 많은 자금이 배정되었다.

#### 지출 (상원 – 5,520억 달러, 하원 – 5,450억 달러)
- 저소득 근로자 및 실업자 지원
  - 상원 – 12월 31일까지 연장된 실업 급여를 주당 25달러 인상하고 직업 훈련을 제공하는 데 470억 달러; 2011회계연도까지 푸드 스탬프 혜택을 12% 인상하고 일회성 보너스 지급을 발행하는 데 165억 달러; 임시 복지 수당으로 30억 달러.
  - 하원 – 실업 보험의 유사한 연장; 푸드 스탬프 혜택을 14% 인상하는 데 200억 달러; 임시 복지 수당으로 25억 달러; 난방 보조금으로 10억 달러 및 지역 사회 활동 기관에 10억 달러.
- 직접 현금 지급
  - 상원 – 보충적 보장 소득 및 사회 보장 수령인, 그리고 장애 및 연금을 받는 퇴역 군인에게 일회성 300달러를 지급하는 데 170억 달러.
  - 하원 – 노년층에게 일회성 추가 보충적 보장 소득 및 사회 보장 장애 보험 지급액으로 개인당 450달러, 부부당 630달러를 제공하는 데 40억 달러.
  - 회의 – 보충적 보장 소득, 사회 보장(정규 및 장애) 보험, 퇴역 군인 연금, 철도 퇴직 또는 주 퇴직 시스템 수령인에게 일회성 250달러 지급[26]
- 인프라
  - 상원 – 고속도로 및 교량 건설 및 수리 270억 달러, 대중교통 및 철도 프로젝트 115억 달러를 포함한 교통 프로젝트에 460억 달러; 육군 공병단에 46억 달러; 공공 주택 개선에 50억 달러; 깨끗한 식수 프로젝트에 64억 달러.
  - 하원 – 고속도로 및 교량 건설 및 수리 270억 달러, 버스 등 교통 장비 구매 75억 달러를 포함한 대중교통 120억 달러를 포함한 교통 프로젝트에 470억 달러; 연방 건물 및 기타 공공 인프라 건설 및 수리에 310억 달러.
- 건강 관리
  - 상원 – COBRA 프로그램에 따라 비자발적 실업자를 위한 건강 보험 계속 비용을 보조하는 데 210억 달러; 메디케이드 주정부 지원에 870억 달러; 건강 정보 기술 시스템 현대화에 220억 달러; 국립보건원 (미국) 시설의 건강 연구 및 건설에 100억 달러.
  - 하원 – COBRA 프로그램에 따라 비자발적 실업자를 위한 건강 보험 계속 비용을 보조하거나 메디케이드를 통해 건강 관리를 제공하는 데 400억 달러; 메디케이드 주정부 지원에 870억 달러; 건강 정보 기술 시스템 현대화에 200억 달러; 예방 치료에 40억 달러; 지역 사회 건강 센터에 15억 달러; 조류 독감 퇴치에 4억 2천만 달러; 질병 및 결핵 퇴치 프로그램에 3억 3천 5백만 달러.
  - 회의 – 2008년 9월 1일부터 2009년 12월 31일 사이에 해고된 근로자에게 9개월 동안 65%의 COBRA 보조금이 적용된다. 이미 해고된 사람들은 COBRA를 신청할 60일의 기한이 있다.[27]
- 교육
  - 상원 – 교육 보조금 삭감을 막고 블록 보조금을 제공하기 위한 주 재정 구제에 550억 달러; 특수 교육 및 낙오 아동 방지법 K-12 법에 자금을 지원하기 위해 학교 지구에 250억 달러; 최대 펠 그랜트를 400달러 인상하여 5,250달러로 늘리는 데 140억 달러; 헤드 스타트에 20억 달러.
  - 하원 – 주 및 학교 지구에 유사한 지원; 학교 현대화에 210억 달러; 최대 펠 그랜트를 500달러 인상하여 5,350달러로 늘리는 데 160억 달러; 헤드 스타트에 20억 달러.
  - 회의 – 회의 보고서는 대부분의 교육 지원을 주 재정 안정화 기금(교육부가 관리)과 통합하고, 자금에 대한 권한을 각 주지사에게 방대한 제약 하에 부여했다. 주지사는 2008년 수준으로 자금을 복원하기 위해 450억 달러를 교육에 지출하도록 "요구"되지만, 2005-06년 수준에서 주의 노력 유지를 강제하는 메커니즘은 복잡하고 잠재적으로 구현 불가능하다.[28] 네바다와 같이 심하게 타격을 받은 주들은 2005-06년 수준의 교육 재정을 충족할 충분한 자금을 도저히 찾을 수 없다.[29] 아칸소와 노스캐롤라이나와 같이 교육 예산 삭감이 없는 일부 주들은 아무것도 받지 못할 수도 있다.[30] 이로 인해 연방 법안을 최대한 활용하기 위한 재편성 방식에 대한 거대한 50개 주간의 법적, 정치적 싸움이 벌어질 것이다. 많은 주들은 교육에 대한 주 자금을 2005-06년 최소 수준으로 더욱 줄여 이 주 자원을 다른 주 우선순위에 사용할 수 있도록 할 것이며, 교육에 대한 순 이득은 총 연방 예산보다 훨씬 적을 것이다.
- 에너지
  - 상원 – 에너지 효율 및 재생 가능 에너지 프로그램에 400억 달러, 여기에는 저소득층 주택의 기후 조절에 29억 달러 포함; 화석 연료 연구 개발에 46억 달러; 핵무기 생산 시설 청소에 64억 달러; 폐기물을 줄이기 위한 스마트 전력망에 110억 달러; 재생 가능 에너지 프로젝트 대출 보조금에 85억 달러; 첨단 배터리 시스템에 20억 달러.
  - 하원 – 에너지 효율 및 재생 가능 에너지 프로그램에 284억 달러, 여기에는 주택 기후 조절에 62억 달러 포함; 스마트 전력망 자금 지원에 110억 달러.
- 국토 안보
  - 상원 – 공항 보안 장비에 10억 달러, 항만 보안에 8억 달러를 포함한 국토 안보 프로그램에 47억 달러.
  - 하원 – 공항 보안 장비에 5억 달러를 포함한 11억 달러.
- 법 집행
  - 상원 – 경찰관 고용 및 장비 구매를 위한 주 및 지역 법 집행 기관에 35억 달러의 보조금.
  - 하원 – 유사한 조항.

#### 세금 변경 (2,750억 달러)
- - 하원 – 2009년과 2010년에 근로자당 500달러, 부부당 1,000달러의 세금 공제를 위해 약 1,450억 달러. 2009년 하반기에는 근로자들이 6월경부터 주급에서 약 20달러가 덜 원천징수되는 것을 기대할 수 있다. 연방 소득세를 납부할 만큼 돈을 벌지 못하는 수백만 명의 미국인들은 내년에 환급 신청을 하고 수표를 받을 수 있다. 75,000달러 이상을 버는 개인과 150,000달러 이상을 버는 부부는 감액된 금액을 받게 된다.
  - 상원 – 이 공제는 개인 70,000달러, 부부 140,000달러 이상 소득에서 점차적으로 줄어들며, 더 빠르게 소멸되어 비용을 1,400억 달러로 줄인다.
  - 회의 – 2009년과 2010년에 근로자당 400달러, 부부당 800달러로 세금 공제가 축소되며, 소멸은 개인 75,000달러, 공동 신고인 150,000달러에서 시작된다. 퇴직하여 임금이 없는 사람들은 아무것도 받지 못한다.[31]
- 대체최소세
  - 하원 – 조항 없음.
  - 상원 – 2,400만 명의 납세자가 2009년에 대체 최소세를 납부하는 것을 막기 위해 약 700억 달러. 이 세금은 부유한 납세자가 세액 공제 및 공제를 사용하여 세금을 전혀 내지 않거나 훨씬 낮은 세율로 세금을 내는 것을 방지하기 위해 고안되었다. 그러나 인플레이션에 연동되지 않아 비평가들은 이제 의도하지 않은 사람들에게 세금을 부과한다고 주장한다. 의회는 매년, 보통 가을에 이 문제를 해결한다.
  - 회의 – 2009년에 공동 신고인의 AMT 한도를 70,950달러로 1년 동안 인상하는 것을 포함한다.[31]
- 확대된 아동 수당
  - 하원 – 2009년과 2010년에 저소득 근로자에게 자녀당 1,000달러의 세금 공제를 더 많이 이용할 수 있도록 183억 달러. 현행법에 따르면 근로자는 공제액의 일부를 받으려면 최소 12,550달러를 벌어야 한다. 이 변경으로 한도가 없어져 연방 소득세를 내지 않는 더 많은 근로자들이 수표를 받을 수 있게 된다.
  - 상원 – 공제액의 일부를 받기 위한 새로운 소득 기준을 8,100달러로 설정하여 비용을 75억 달러로 줄인다.
  - 회의 – 환급을 위한 소득 한도는 2009년과 2010년에 3,000달러로 설정되었다.[32]
- 확대된 근로 소득 세액 공제
  - 하원 – 적어도 세 자녀를 둔 가족을 위해 저소득 근로자에게 돈을 제공하는 근로 장려 세제를 늘리기 위해 47억 달러.
  - 상원 – 동일.
- 확대된 대학 학점
  - 하원 – 2009년과 2010년에 대학 등록금 및 관련 비용에 대해 2,500달러의 확대된 세액 공제를 제공하기 위해 137억 달러. 이 공제는 160,000달러 이상을 버는 부부에게는 단계적으로 축소된다.
  - 상원 – 소득세를 내지 않는 저소득층 가족에게 환급 가능한 금액을 줄여 비용을 130억 달러로 낮춘다.
- 주택 구매자 신용
  - 하원 – 주택이 3년 이내에 팔리지 않는 한, 1월 1일부터 7월 1일 사이에 구매한 주택에 대해 7,500달러의 최초 주택 구매자 세금 공제를 시간이 지남에 따라 상환해야 하는 요건을 폐지하기 위해 26억 달러. 이 공제는 150,000달러 이상을 버는 부부에게는 단계적으로 축소된다.
  - 상원 – 법안이 발효된 후 1년 동안 구매한 주택에 대해 공제액을 15,000달러로 두 배로 늘려 비용을 355억 달러로 늘린다.
  - 회의 – 2009년 1월 1일부터 2009년 12월 1일 사이에 구매한 모든 주택에 대해 8,000달러의 공제와 2009년에 구매하고 3년 이상 소유한 주택에 대한 상환 조항 폐지.[32]
- 주택 에너지 신용
  - 하원 – 2009년과 2010년에 주택을 에너지 효율적으로 만드는 주택 소유주에게 확대된 세금 공제를 제공하기 위해 43억 달러. 주택 소유주는 에너지 효율적인 창문, 문, 난로 및 에어컨 설치와 같은 수많은 프로젝트 비용의 30%를 최대 1,500달러까지 회수할 수 있다.
  - 상원 – 동일.
  - 회의 – 동일.
- 실업
  - 하원 – 유사한 조항 없음.
  - 상원 – 2009년에 한 사람이 받는 실업 보상 급여 중 처음 2,400달러를 과세 대상에서 제외하기 위해 47억 달러.
  - 회의 – 상원과 동일.
- 보너스 감가상각
  - 하원 – 컴퓨터와 같은 장비를 구매하는 기업이 2009년까지 감가상각을 가속화할 수 있도록 하는 조항을 연장하기 위해 50억 달러.
  - 상원 – 유사.
- 적자 회사
  - 하원 – 기업이 현재 손실을 이전 5년간의 이익과 상쇄할 수 있도록 하여 세금 환급을 받을 자격을 부여하기 위해 150억 달러. 기존 2년에서 5년으로 변경.
  - 상원 – 기업이 더 많은 손실을 이전 이익과 상쇄할 수 있도록 하여 비용을 195억 달러로 늘린다.
  - 회의 – 소규모 회사(수익 500만 달러 미만)로 소급 적용을 제한.[33]
- 정부 계약자
  - 하원 – 2011년에 발효되는 법률을 폐지하여 정부 기관이 계약자에게 세금 납부를 확실히 하기 위해 지불액의 3%를 원천징수하도록 요구한다. 이 법률을 폐지하면 10년 동안 110억 달러의 비용이 발생하는데, 이는 정부가 연중 돈을 보유하여 이자를 벌 수 없기 때문이기도 하다.
  - 상원 – 이 법률의 발효를 2012년까지 연기하여 비용을 2억 9,100만 달러로 줄인다.
- 에너지 생산
  - 하원 – 재생 가능 에너지 생산에 대한 세금 공제를 연장하기 위해 130억 달러.
  - 상원 – 동일.
  - 회의 – 연장은 2014년까지.
- 은행 신용 폐지
  - 하원 – 손실을 보는 은행을 구매하는 기업이 합병된 은행의 이익을 세금 목적으로 상쇄하기 위해 더 많은 손실을 세금 공제로 사용할 수 있도록 허용한 재무부 조항을 폐지한다. 이 변경으로 합병된 은행에 대한 세금이 10년 동안 70억 달러 증가할 것이다.
  - 상원 – 동일.
  - 하원 – 학교 건설, 교사 훈련, 경제 개발 및 인프라 개선을 위한 지역 발행 채권을 보조하기 위해 360억 달러.
  - 상원 – 학교 건설, 산업 개발 및 인프라 개선을 위한 지역 발행 채권을 보조하기 위해 228억 달러.
- 자동차 판매
  - 하원 – 유사한 조항 없음.
  - 상원 – 대부분의 자동차 대출에 대한 이자 지급 및 자동차에 대한 판매세를 공제할 수 있도록 110억 달러.
  - 회의 – 판매세 공제에 20억 달러, 이자 지급은 아님. 소득 250,000달러 이상에서는 단계적으로 축소.[34]

### 회의 보고서
의회 협상단은 2월 11일에 회의 보고서 작성을 완료했다고 밝혔다. 2월 12일, 하원 다수당 원내대표 스테니 호이어는 법안 내용이 완료되기 전에도, 하원 민주당 의원들이 이전에 어떤 표결 전에도 48시간의 공개 검토 기간을 허용하겠다고 약속했음에도 불구하고, 다음 날 법안 표결을 예정했다. 최종 필기 조항이 포함된 보고서는 그날 저녁 하원 웹사이트에 게시되었다. 2월 13일, 보고서는 하원에서 246대 183으로 통과되었으며, 주로 당론에 따라 246개의 찬성표는 모두 민주당 의원들이, 반대표는 공화당 의원 176명과 민주당 의원 7명으로 나뉘었다.
상원은 60대 38로 법안을 통과시켰으며, 모든 민주당과 무소속 의원들이 법안에 찬성했고 공화당 의원 3명도 찬성했다. 2009년 2월 17일, 버락 오바마 대통령은 경기회복법에 서명하여 법률로 제정했다.

## 법안의 조항

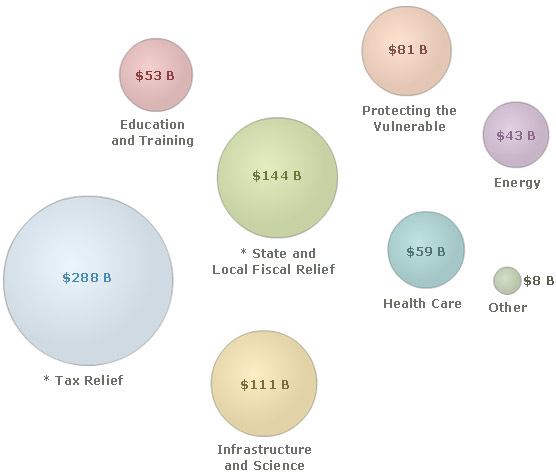
법안의 구성:
세금 인센티브 – 인프라 및 과학에 150억 달러, 취약 계층 보호에 610억 달러, 교육 및 훈련에 250억 달러, 에너지에 220억 달러를 포함하므로, 총 기금은 인프라 및 과학에 1,260억 달러, 취약 계층 보호에 1,420억 달러, 교육 및 훈련에 780억 달러, 에너지에 650억 달러이다.
주 및 지방 재정 구제 – 주 및 지방의 건강 및 교육 프로그램 삭감과 주 및 지방세 인상을 방지한다.

ARRA 3조는 법률 제정의 기본 의도를 명시한다. 이 목적 선언은 다음을 포함한다.
1. 일자리를 보존하고 창출하며 경제 회복을 촉진한다.
2. 경기 침체의 영향을 가장 많이 받은 사람들을 돕는다.
3. 과학 및 건강 분야의 기술 발전을 촉진하여 경제 효율성을 높이는 데 필요한 투자를 제공한다.
4. 교통, 환경 보호 및 기타 장기적인 경제적 이점을 제공할 인프라에 투자한다.
5. 주 및 지방 정부 예산을 안정화하여 필수 서비스의 감소와 비생산적인 주 및 지방세 인상을 최소화하고 피한다.

이 법은 총 패키지의 37%인 2,880억 달러가 세금 인센티브에 할당되고, 1,440억 달러(18%)가 주 및 지방 재정 구제에 할당된다(주 지원의 90% 이상은 메디케이드 및 교육에 사용된다). 나머지 45%인 3,570억 달러는 교통, 통신, 폐수 및 하수 인프라 개선; 민간 및 연방 건물 에너지 효율 개선; 연방 실업 수당 연장; 과학 연구 프로그램과 같은 연방 지출 프로그램에 할당된다. 다음은 최종 법안의 다양한 부분과 정부 보조금을 받을 선택된 시민이 활성화를 위해 350달러를 지불해야 하며, 주 비율에 따라 환급될 주세를 납부해야 한다는 세부 사항이다.

### 개인에 대한 세금 인센티브
총계: 2,370억 달러
- 1,160억 달러: 2009년과 2010년에 근로자당 400달러, 부부당 800달러의 새로운 급여세 공제. 개인 75,000달러, 공동 신고인 150,000달러에서 단계적으로 축소 시작.[31]
- 700억 달러: 대체최소세: 2009년 공동 신고인의 AMT 한도를 70,950달러로 1년 인상.[31]
- 150억 달러: 자녀 세금 공제 확대: 더 많은 가족(소득세를 낼 만큼 충분히 벌지 못하는 가족 포함)에게 1,000달러 공제.
- 140억 달러: 확대된 대학 학점은 2009년과 2010년에 대학 등록금 및 관련 비용에 대해 2,500달러의 확대된 세금 공제를 제공한다. 이 공제는 160,000달러 이상을 버는 부부에게는 단계적으로 축소된다.
- 66억 달러: 주택 구매자 세금 공제: 2009년 1월 1일부터 2009년 12월 1일 사이에 구매한 모든 주택에 대해 8,000달러 환급 가능한 공제, 그리고 2009년에 구매하여 3년 이상 소유한 주택에 대한 상환 조항 폐지. 이는 최초 주택 구매자에게만 적용된다.[47]
- 47억 달러: 2009년에 한 사람이 받는 실업 보상 급여 중 처음 2,400달러를 과세 대상에서 제외.
- 47억 달러: 적어도 세 자녀를 둔 가족을 위해 저소득 근로자에게 돈을 제공하는 근로 장려 세제를 늘리기 위해 확대된 근로 소득 세액 공제.
- 43억 달러: 2009년과 2010년에 주택을 에너지 효율적으로 만드는 주택 소유주에게 확대된 세금 공제를 제공하는 주택 에너지 신용. 주택 소유주는 에너지 효율적인 창문, 문, 난로 및 에어컨 설치와 같은 수많은 프로젝트 비용의 30%를 최대 1,500달러까지 회수할 수 있다.
- 17억 달러: 자동차 구매 시 판매세 공제, 이자 지급 아님. 소득 250,000달러 이상에서는 단계적으로 축소.

### 기업에 대한 세금 인센티브
총계: 510억 달러
- 150억 달러: 기업이 현재 손실을 이전 5년간의 이익과 상쇄할 수 있도록 하여 세금 환급을 받을 자격을 부여.
- 130억 달러: 재생 가능 에너지 생산에 대한 세금 공제를 연장(2014년까지).
- 110억 달러: 정부 계약자: 2012년에 발효되는 법률을 폐지하여 정부 기관이 계약자에게 세금 납부를 확실히 하기 위해 지불액의 3%를 원천징수하도록 요구. 이 법률을 폐지하면 10년 동안 110억 달러의 비용이 발생하는데, 이는 정부가 연중 돈을 보유하여 이자를 벌 수 없기 때문이기도 하다.
- 70억 달러: 은행 신용 폐지: 손실을 보는 은행을 구매하는 기업이 합병된 은행의 이익을 세금 목적으로 상쇄하기 위해 더 많은 손실을 세금 공제로 사용할 수 있도록 허용한 재무부 조항을 폐지. 이 변경으로 합병된 은행에 대한 세금이 10년 동안 70억 달러 증가.
- 50억 달러: 보너스 감가상각, 컴퓨터와 같은 장비를 구매하는 기업이 2009년까지 감가상각을 가속화할 수 있도록 하는 조항을 연장.

### 건강 관리

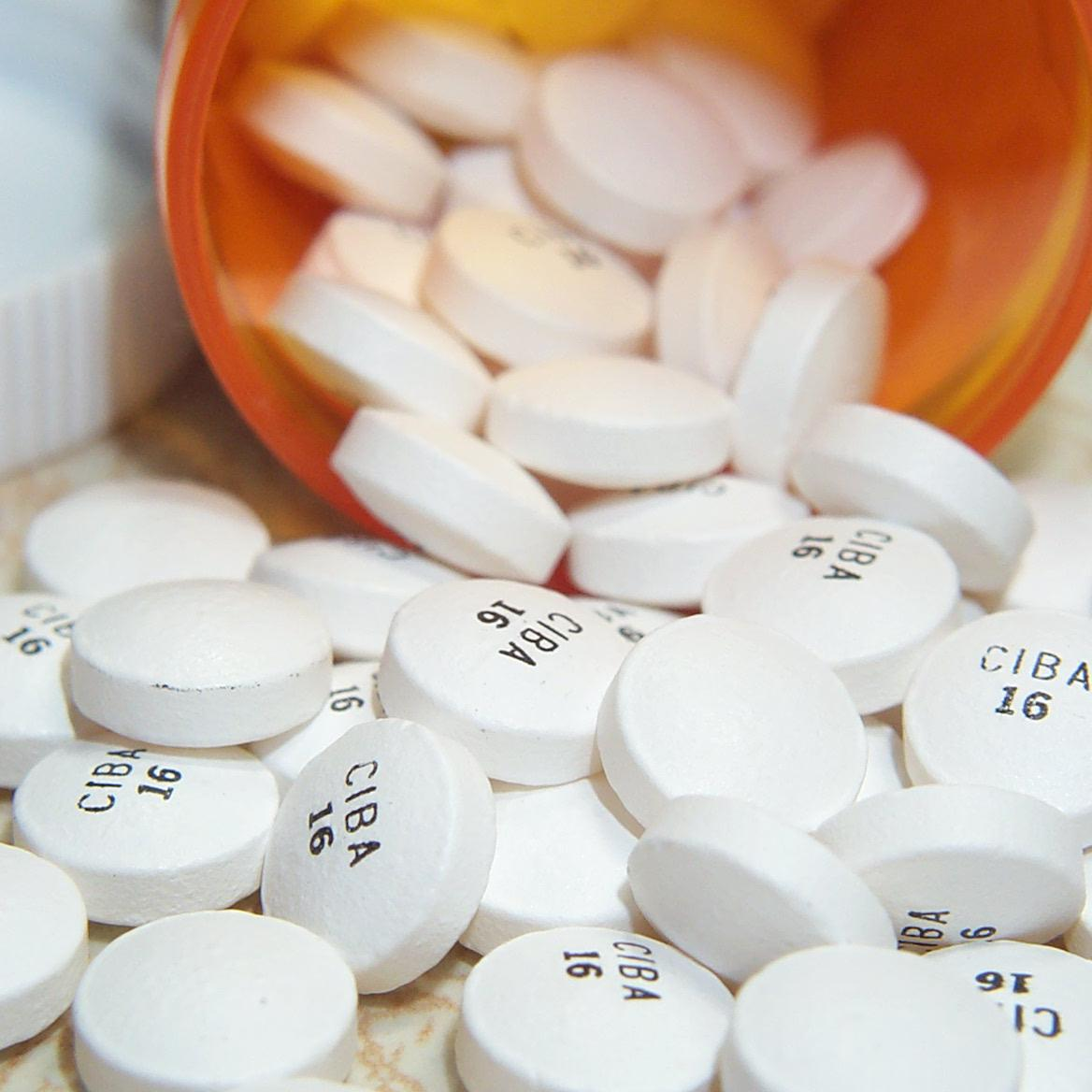
전체 법안의 11% 이상이 주정부의 메디케이드 지원에 할당되었다.

ARRA에는 HITECH 법이라고도 알려진 보건 정보 기술 경제 및 임상 건강법의 제정이 포함되었다.
총 의료비 지출: 1,551억 달러
- 메디케이드에 868억 달러
- 건강 정보 기술 투자 및 인센티브 지급에 258억 달러
- COBRA 프로그램에 따라 실업자를 위한 건강 보험 프리미엄의 65% 보조금 제공에 251억 달러
- 국립보건원 시설의 건강 연구 및 건설에 100억 달러
- 지역 보건소에 20억 달러
- 군 병원 건설에 13억 달러
- 의료 치료의 비교 효과 연구에 11억 달러
- 예방 및 건강 증진에 10억 달러
- 재향 군인 건강 관리국에 10억 달러
- 인디언 보호구역의 의료 서비스에 5억 달러
- 국립 보건 서비스단의 의료 종사자 훈련에 3억 달러
- 특정 메디케어 규정에 대한 임시 유예에 2억 2백만 달러

### 교육
총계: 1,000억 달러

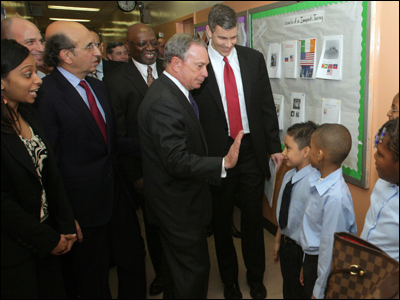
교육부 장관 안 덩컨과 뉴욕 시장 마이클 블룸버그는 익스플로어 차터 스쿨에서 학생들을 방문한다.

- 해고 및 감축을 방지하기 위한 지역 교육구 지원에 536억 달러, 학교 현대화 및 수리를 위한 자금 유연성 (주 재정 안정화 기금)[50]
- 펠 그랜트를 4,731달러에서 5,350달러로 인상하는 데 156억 달러
- 저소득층 공립학교 학생들을 위한 130억 달러
- IDEA 특수 교육을 위한 122억 달러
- 헤드 스타트를 위한 21억 달러
- 보육 서비스를 위한 20억 달러
- 교육공학을 위한 6억 5천만 달러
- 교사 급여 인상을 위한 3억 달러
- 주정부가 학생 성과를 분석하기 위한 2억 5천만 달러
- 일하는 대학생들을 지원하기 위한 2억 달러
- 노숙인 아동 교육을 위한 7천만 달러

### 저소득 근로자, 실업자 및 퇴직자 지원 (직업 훈련 포함)
총액: 822억 달러

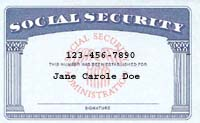
사회 보장 수령인과 보충 소득 보조금 수령인에 대한 지급은 ARRA의 일부였다.

- 12월 31일까지 연장된 실업 급여를 제공하고 주당 25달러씩 인상하는 데 400억 달러
- 푸드 스탬프 프로그램에 199억 달러
- 사회 보장 수령인, 보충 소득 보조금 수령인, 장애 및 연금을 받는 퇴역 군인에게 일회성 250달러를 지급하는 데 142억 달러.
- 직업 훈련에 34억 5천만 달러
- 임시 복지 수당 (TANF 및 WIC)에 32억 달러
- 장애인을 위한 직업 훈련에 5억 달러
- 고용 서비스에 4억 달러
- 고령 미국인을 위한 보조금 지역 봉사 일자리에 1억 2천만 달러
- 푸드뱅크 재충전에 1억 5천만 달러
- 노인 식사 프로그램에 1억 달러
- 무료 학교 급식 프로그램에 1억 달러

### 인프라 투자
총계: 1,053억 달러

#### 교통

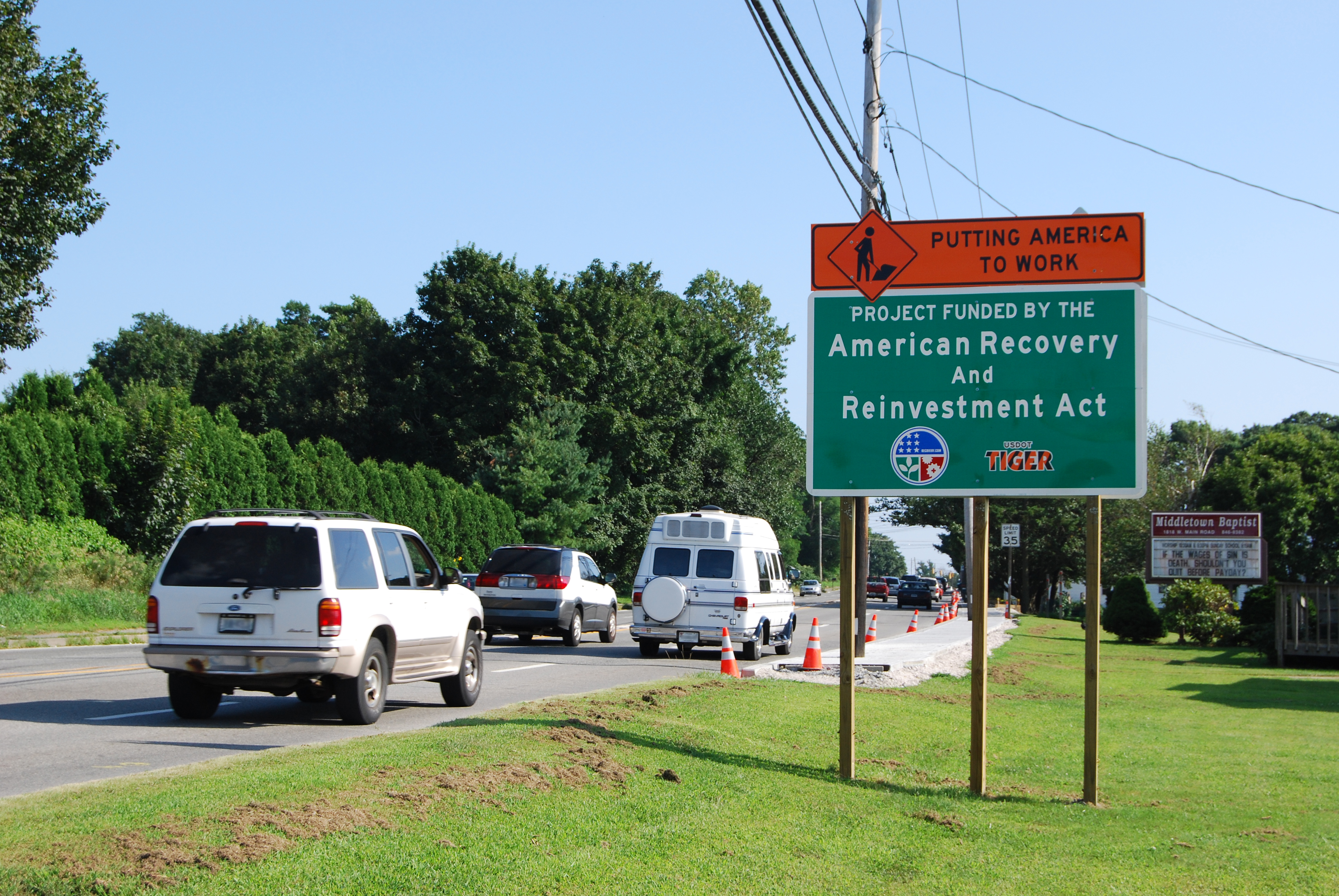
도로 및 고속도로 건설은 최종 법안에서 가장 큰 단일 인프라 항목이다. ARRA 자금 지원을 받은 프로젝트는 미들타운 (로드아일랜드주)의 이 프로젝트처럼 표지판이 붙어 있다.

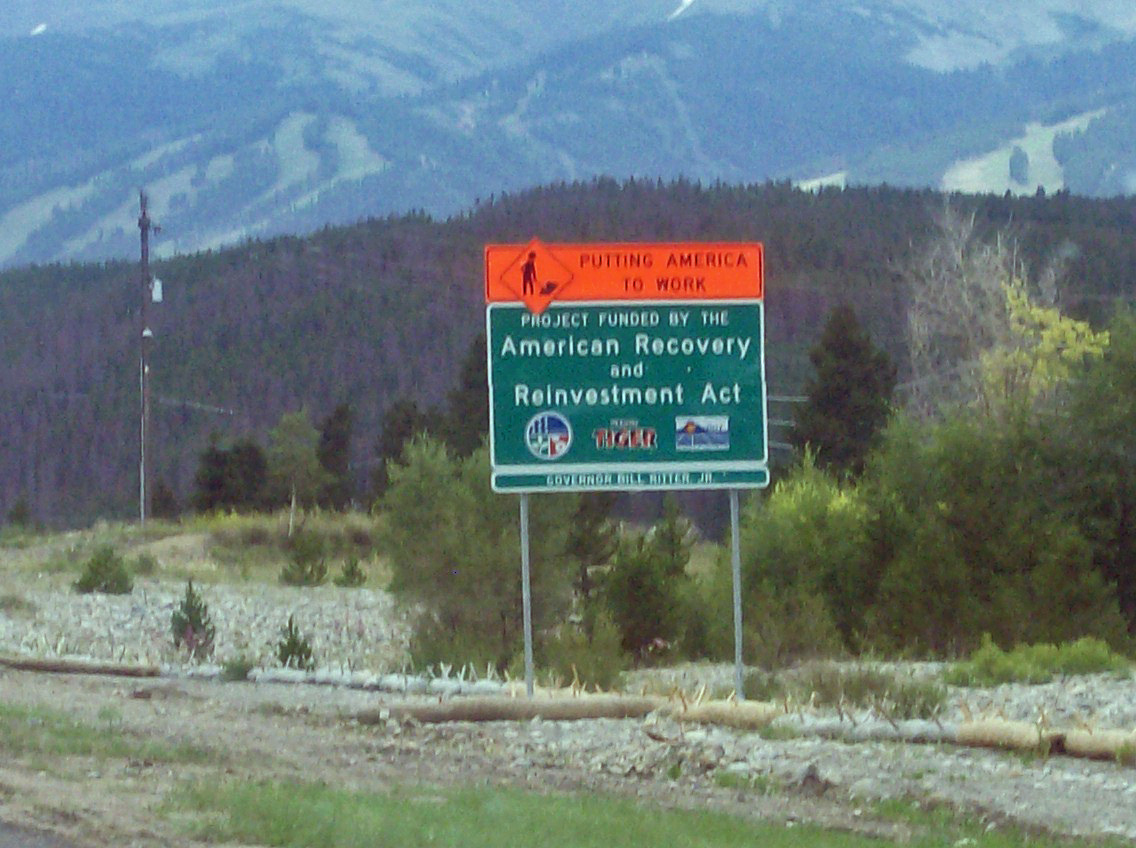
주 고속도로 9번 브레킨리지 (콜로라도주) 북쪽에서 ARRA 자금 지원을 받은 도로 확장 프로젝트 표지판

총 481억 달러, 일부는 교통 투자 경제 회복 생성 (TIGER) 보조금 형태로
- 고속도로 및 교량 건설 프로젝트에 275억 달러
- 도시 간 여객 철도 프로젝트 및 철도 혼잡 보조금에 80억 달러, 고속철도에 우선순위 부여
- 대중교통 프로젝트(연방 교통국)의 새로운 장비에 69억 달러
- 국가 지상 교통 재량 보조금에 15억 달러
- 암트랙에 13억 달러
- 공항 개선을 위한 보조금에 11억 달러
- 새로운 공공 철도 교통 시스템 및 기타 고정 안내 시스템 건설에 7억 5천만 달러.
- 기존 공공 교통 시스템 유지 보수에 7억 5천만 달러
- 항공 교통 관제 센터 및 타워, 시설 및 장비에 대한 FAA 업그레이드에 2억 달러
- 국내 조선소 개선을 위한 보조금에 1억 달러

#### 물, 하수, 환경 및 공공 토지
총계: 180억 달러
- 환경 복원, 홍수 방지, 수력 발전 및 항해 인프라 프로젝트를 위해 육군 공병단에 46억 달러
- 클린 워터 주 회전 기금 폐수 처리 인프라 개선(EPA)에 40억 달러
- 음용수 주 회전 기금 음용수 인프라 개선(EPA)에 20억 달러
- 농촌 음용수 및 폐기물 처리 프로젝트에 13억 8천만 달러
- 농촌 또는 가뭄 위험 지역을 위한 음용수 프로젝트에 개간국에 10억 달러
- 미국 국립공원관리청에 7억 5천만 달러
- 산림청에 6억 5천만 달러
- 슈퍼펀드 지역의 유해 폐기물 정화에 6억 달러(EPA)
- 산불 예방 프로젝트에 5억 1천 5백만 달러
- 인디언 사무국 인프라 프로젝트에 5억 달러
- 유역 인프라 프로젝트를 위한 천연 자원 보전국에 3억 4천만 달러
- 육상 관리국에 3억 2천만 달러
- 디젤 엔진 배출 감소에 3억 달러(EPA)
- 육상 항만(Land Ports of Entry) 개선에 3억 달러(GSA)
- 국립 야생동물 보호구역 및 국립 어류 부화 시스템에 2억 8천만 달러
- 리오그란데강을 따라 홍수 통제 시스템을 수리하기 위한 국제 경계 및 수자원 위원회에 2억 2천만 달러
- 누출 지하 저장 탱크 정화에 2억 달러(EPA)
- 이전 산업 및 상업 부지(갈색 지대) 정화에 1억 달러(EPA)

#### 정부 건물 및 시설
총액: 72억 달러

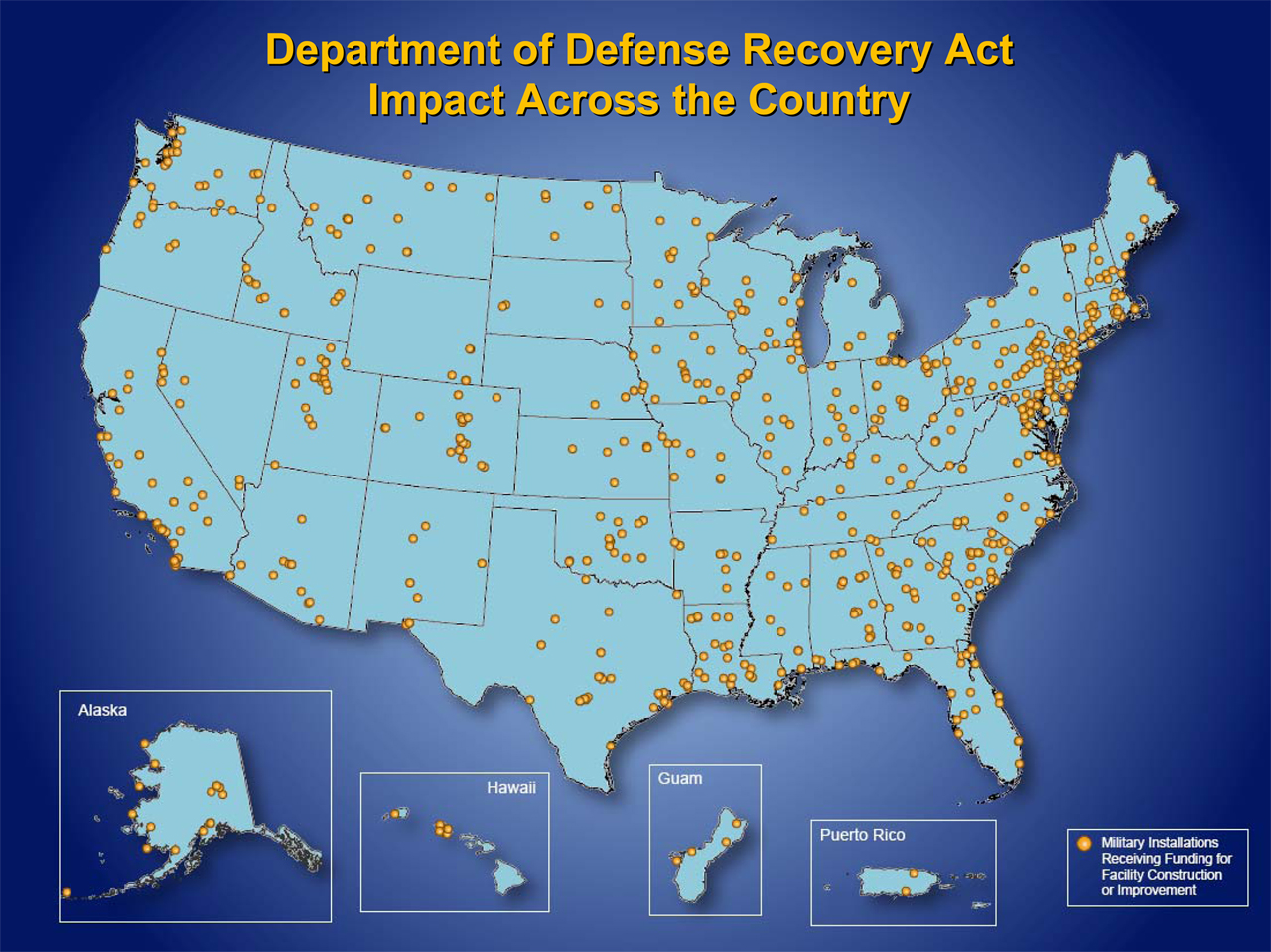
전국 국방부 시설에 대한 ARRA의 영향

- 국방부 시설 수리 및 현대화에 42억 달러.
- 군인 주거 개선에 8억 9천만 달러
- 연방 건물 및 미 법원에 7억 5천만 달러(GSA)
- 잡 코프스 훈련 시설 개선에 2억 5천만 달러
- 새로운 아동 발달 센터에 2억 4천만 달러
- 미국 해안경비대 시설 유지 보수에 2억 4천만 달러
- 국토안보부 본부에 2억 달러
- 농업 연구 서비스 수리 및 개선에 1억 7천 6백만 달러
- 주립 장기 요양 시설 건설에 1억 5천만 달러
- 주방위군 시설 개선에 1억 달러

#### 통신, 정보 및 보안 기술
총액: 105억 달러

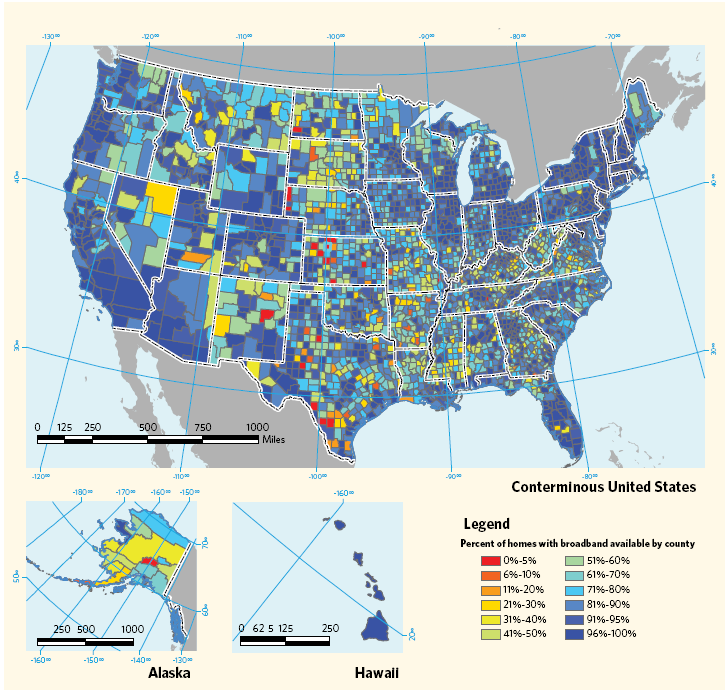
연방 통신 위원회(FCC)의 미국 광대역 인터넷 접속 가능성을 보여주는 지도

- 완전한 광대역 및 무선 인터넷 접속에 72억 달러
- 공항 폭발물 탐지 시스템에 10억 달러
- 사회보장국의 컴퓨터 센터 업데이트에 5억 달러
- 입국항 건설 및 수리에 4억 2천만 달러
- 국무부의 IT 플랫폼 업그레이드에 2억 9천만 달러
- 국경 보안 기술 업그레이드에 2억 8천만 달러
- 소방서 건설 및 업그레이드에 2억 1천만 달러
- 재향 군인 혜택 관리국의 IT 및 청구 처리 개선에 2억 달러
- 항만 보안 업그레이드에 1억 5천만 달러
- 대중교통 시스템 보안에 1억 5천만 달러
- 농업 서비스국의 IT 개선에 5천만 달러
- 농무부 본부의 보안 시스템 개선에 2천 6백만 달러

#### 에너지 인프라
총계: 215억 달러
- 방사성 폐기물 청소에 60억 달러(주로 핵무기 생산 시설)[59]
- 전기 및 에너지 신뢰성 사무소가 국가 전력망과 스마트 그리드를 현대화하는 데 45억 달러.
- 연방 건물 에너지 효율 증대에 45억 달러(GSA)
- 서부 전력 관리국이 전력 전송 시스템을 업그레이드하는 데 32억 5천만 달러.
- 보네빌 전력 관리국이 전력 전송 시스템을 업그레이드하는 데 32억 5천만 달러.

### 에너지 효율 및 재생 가능 에너지 연구 및 투자
총계: 272억 달러

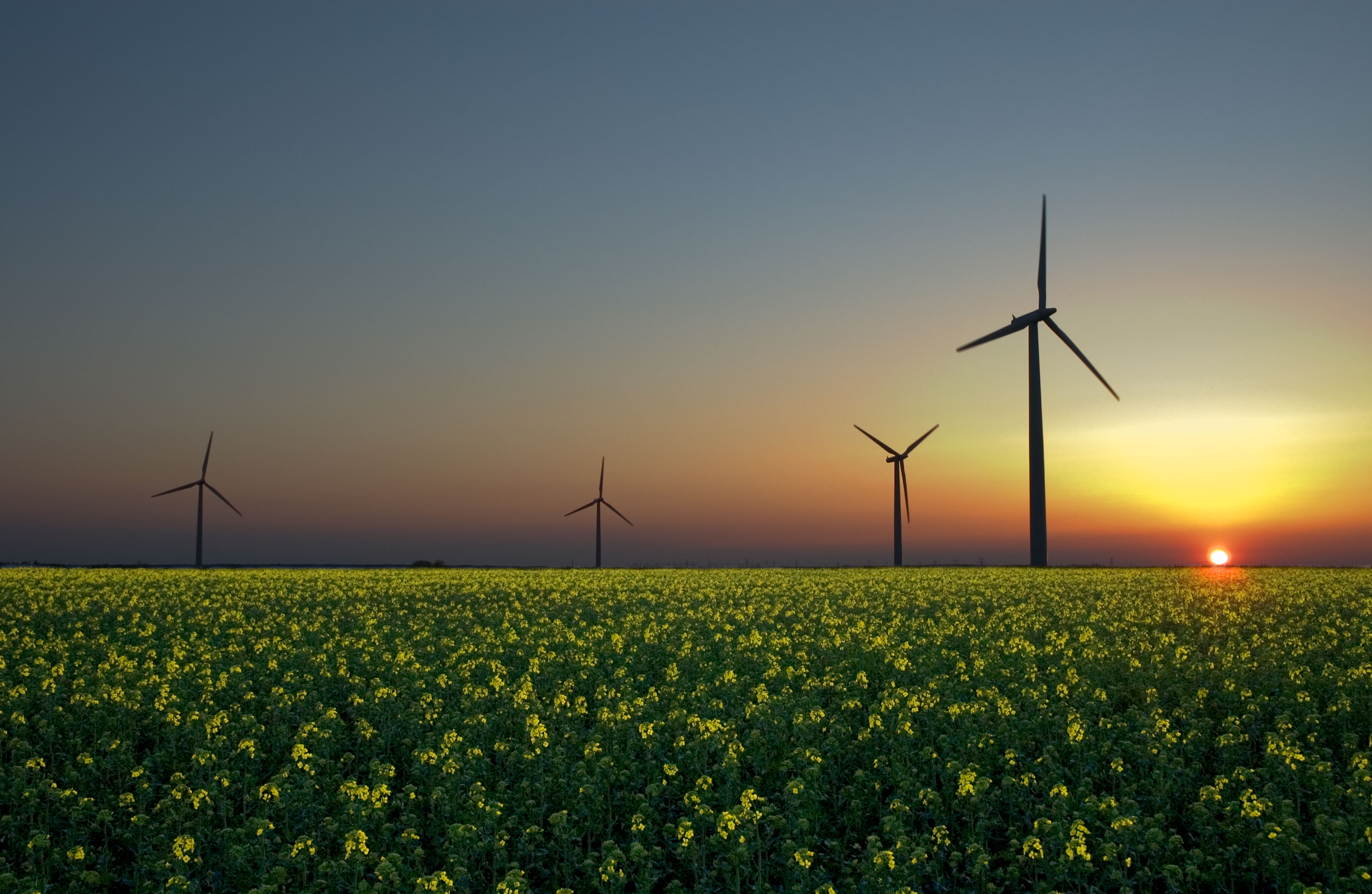
친환경 에너지 기술에 대한 대출 및 투자는 최종 법안의 중요한 부분이다.

- 재생 가능 에너지 및 전력 전송 기술 대출 보증에 60억 달러
- 저소득층 주택 단열재 설치에 50억 달러
- 탄소 포집 및 저배출 석탄 연구에 34억 달러
- 에너지 효율 및 보존 블록 보조금에 32억 5천만 달러.[60]
- 주 에너지 프로그램을 통해 주정부가 에너지 효율 및 재생 가능 에너지에 투자하도록 31억 달러
- 첨단 자동차 배터리(트랙션) 시스템 및 부품 제조에 20억 달러.
- 바이오 연료 연구, 개발 및 시범 프로젝트에 8억 달러.
- 건물 및 산업에서 에너지 효율 기술 사용 지원에 6억 2백만 달러
- 그린 칼라 노동자 훈련에 5억 달러(노동부)
- 지열 기술 프로그램에 4억 달러
- 전기차량 기술에 4억 달러
- 에너지 효율 가전제품 환급에 3억 달러
- 주 및 지방 정부가 에너지 효율 차량을 구매하는 데 3억 달러
- 연방 차량 fleet을 위해 전기차량을 구매하는 데 3억 달러(GSA)
- 저소득층 주택의 에너지 효율성 향상에 2억 5천만 달러
- 국립 연구소의 연구 및 시험 시설 자금 지원에 2억 4백만 달러
- 풍력, 수력 및 기타 재생 가능 에너지 프로젝트 자금 지원에 1억 9천만 달러
- 태양 에너지 발전 기술 개발 및 배포에 1억 1천 5백만 달러
- 고효율 차량 개발에 1억 1천만 달러
- 연료전지 기술의 새로운 배치 지원에 4천 2백만 달러

### 주택
총액: 147억 달러
- 주택도시개발부(HUD)에 공공 주택 수리 및 현대화(단위 에너지 효율 증대 포함)를 위해 40억 달러.
- 저소득 주택 건설 자금 조달을 위한 세금 공제에 22억 5천만 달러
- 섹션 8 주택 임대 보조금에 20억 달러
- 이웃 안정화 프로그램에 20억 달러로 압류된 빈 주택 구매 및 수리
- 노숙인 방지를 위한 임대 보조금에 15억 달러
- 주 및 지방 정부를 위한 지역 사회 개발 블록 보조금에 10억 달러
- 부상당한 군인에 대한 모기지 지원에 5억 5천 5백만 달러(육군 공병단)
- 원주민 주택 재활에 5억 1천만 달러
- 저소득층 주택의 에너지 효율적 현대화에 2억 5천만 달러
- 농촌 미국인이 주택을 구매하는 데 2억 달러(농무부)
- 고령 시각 장애인을 위한 독립 생활 센터 보조금에 1억 4천만 달러(교육부)
- 농촌 지역 사회 시설에 1억 3천만 달러(농무부)
- 공공 주택에서 납 페인트 제거에 1억 달러
- 노숙인을 위한 비상 식량 및 쉼터에 1억 달러(국토안보부)

### 과학 연구
총액: 76억 달러
- 미국 국립과학재단에 30억 달러
- 미국 에너지부에 20억 달러

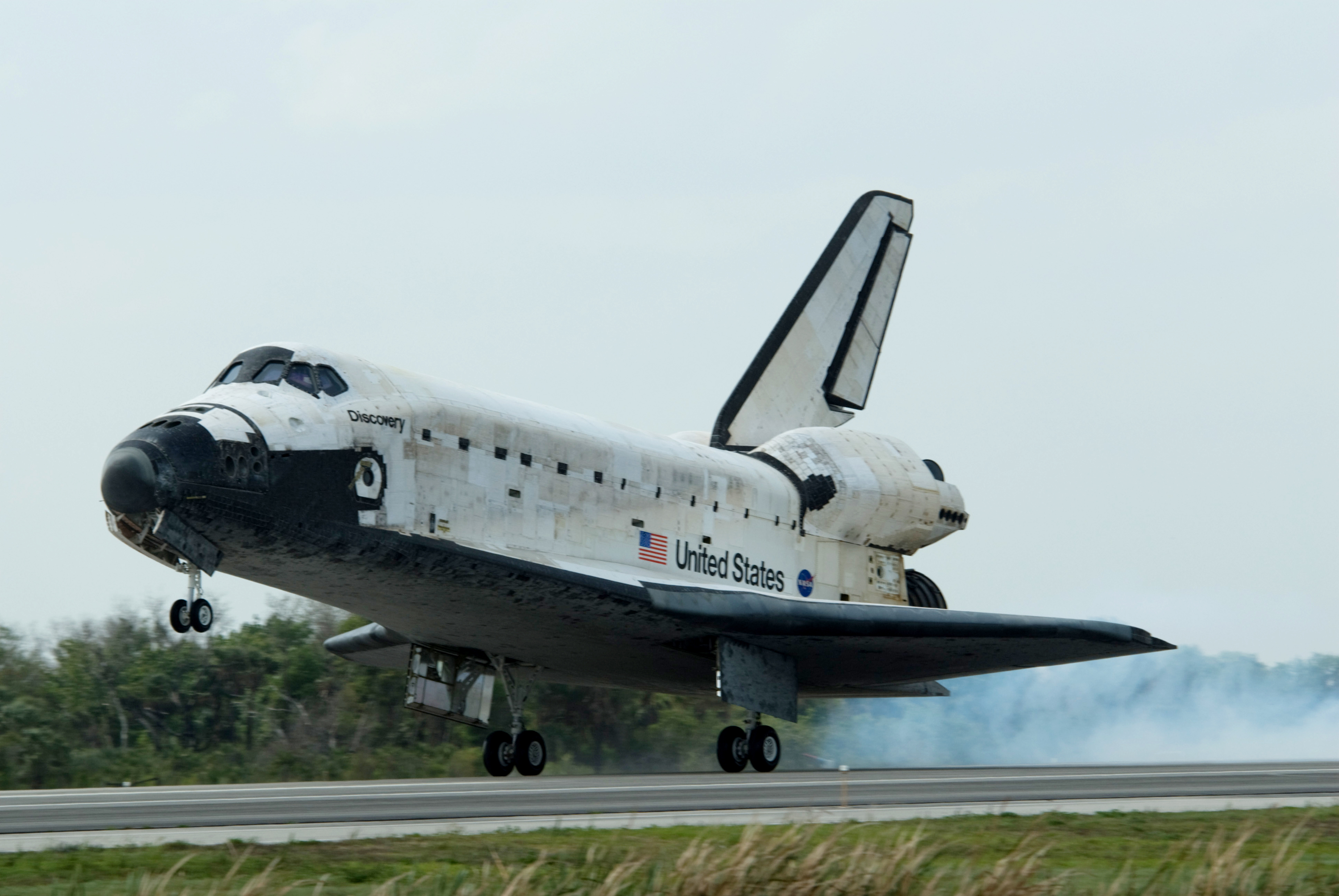
미국 항공 우주국은 법에 따라 추가 자금을 받는 정부 기관 중 하나이다.

- NASA에 10억 달러, 여기에는 "우주 탐사 관련 활동에 4억 달러가 포함된다. 이 금액 중 5천만 달러는 상업용 유인 우주 수송 개념 및 가능 능력 개발에 사용될 예정이었다."[62]
- NOAA에 6억 달러
- 미국 국립표준기술연구소에 5억 8천만 달러, 이 중 6천 8백만 달러는 새로운 주요(1백만 달러 이상) 과학 기기에, 2억 달러는 연구 대학의 주요 과학 건물 건설에, 1억 1천만 달러는 메릴랜드주 가이더스버그와 콜로라도주 볼더 캠퍼스의 신축 건물 및 기존 시설의 주요 업그레이드(에너지 효율 및 태양광 패널 포함)에 사용되었다.
- NOAA 운영, 연구 및 시설에 2억 3천만 달러
- 미국 지질조사국에 1억 4천만 달러

### 기타
총계: 106억 달러

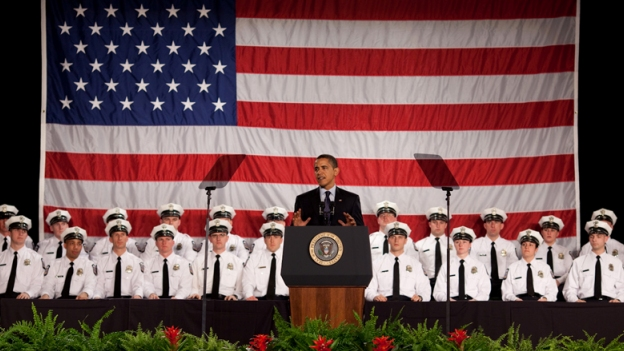
2009년 3월 6일 오하이오주에서 콜럼버스 경찰국 114기 졸업식에 참석한 버락 오바마 대통령

- 주 및 지역 법 집행 기관에 40억 달러[63]
- 주 실업 신탁 기금에 대한 이자 지급 면제에 11억 달러
- 2010년 인구조사 준비에 10억 달러
- 아동 양육비 집행 추가 자금에 10억 달러
- DTV 변환 쿠폰 및 DTV 전환 교육에 7억 5천만 달러
- 농부들을 위한 작물 보험 재정비 및 긴급 대출에 7억 4천 9백만 달러
- 중소기업을 위한 SBA 대출에 7억 3천만 달러
- 사회보장국이 장애 및 퇴직금 처리 적체를 해소하는 데 5억 달러
- 아메리코프 및 기타 지역 사회 봉사 단체를 위한 추가 자금에 2억 1백만 달러
- 도시 및 농촌 경제 회복 프로그램에 1억 5천만 달러
- 청구 처리 군인 인력 증원에 1억 5천만 달러
- 농촌 기업 대출에 1억 5천만 달러
- 예술가 지원을 위한 국립 예술 기금에 5천만 달러
- 국립묘지 관리국에 5천만 달러

## 바이 아메리칸 조항
ARRA에는 보호주의적인 '바이 아메리칸(Buy American)' 조항이 포함되어 있었는데, 이는 새로운 경기 부양 패키지로 자금을 지원받는 모든 공공 건물 또는 공공 사업 프로젝트에 대해 미국에서 생산된 철강 및 기타 제조 제품만을 사용해야 한다는 일반적인 요건을 부과했다.
2009년 5월 15일 워싱턴 포스트 기사는 경기 부양 패키지의 '바이 아메리칸' 조항이 캐나다 재계에 분노를 일으켰고, 캐나다 정부는 미국과의 무역에 대한 자체 규제를 시행함으로써 "보복"했다고 보도했다. 2009년 6월 6일, 캐나다 지방자치단체 연합 회의의 대표단은 스티븐 하퍼 총리의 '바이 아메리칸' 조항 반대 입장을 지지하기 위해 캐나다 도시 계약에서 미국 입찰자를 배제할 수 있는 결의안을 통과시켰다. 셔브룩 시장 장 페롤, 연합 회장은 "이 미국 보호주의 정책은 캐나다 기업에 해를 끼치고 캐나다 일자리를 잃게 하며 세계 경제 불황 속에서 캐나다의 성장을 저해하고 있다"고 밝혔다. 2010년 2월 16일, 미국과 캐나다는 캐나다 경제에 해를 끼칠 수 있었던 바이 아메리칸 조항에서 캐나다 기업을 면제하는 데 합의했다.

## 경제학자들의 권고

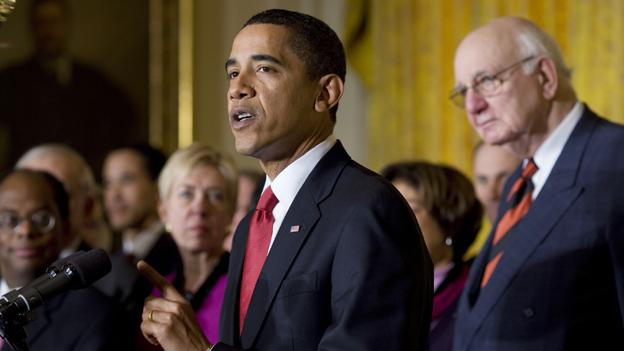
대통령 버락 오바마는 2009년 2월 6일 대통령 경제 회복 자문 위원회 창설을 발표한다.

마틴 펠드스타인, 다론 아제모을루, 국가 경제 위원회 국장 래리 서머스, 노벨 경제학상 수상자 조지프 스티글리츠 및 폴 크루그먼과 같은 경제학자들은 경제 침체에 대응하기 위한 더 큰 규모의 경제 부양책을 선호했다. 펠드스타인은 경기 부양책 자체는 찬성했지만, 소비지출과 실업률을 더 직접적으로 다루기 위해 수정이 필요하다고 말하며 작성된 법안에 대한 우려를 표명했다. 법안이 제정된 직후 크루그먼은 부양책이 문제를 해결하기에는 너무 작다고 쓰면서, "그리고 정치적 고려 때문에 오바마 씨가 폭넓은 초당적 지지를 얻기 위해 미리 타협하여 더 약하고 더 많은 세금 감면을 포함하는 계획이 나왔다고 널리 알려져 있다"고 덧붙였다. 보수 경제학자 존 R. 로트는 정부 지출에 대해 더욱 비판적이었다.
2009년 1월 28일, 오바마의 계획에 반대하는 약 200명의 경제학자들의 이름이 실린 전면 광고가 뉴욕 타임스와 월스트리트 저널에 실렸다. 여기에는 노벨 경제학상 수상자인 에드워드 C. 프레스콧, 버넌 스미스, 제임스 M. 뷰캐넌이 포함되었다. 경제학자들은 오바마 대통령의 "우리 정부의 행동, 즉 경제를 재활성화하는 데 도움이 될 회복 계획이 필요하다는 데 이견이 없다"는 발언을 부인했다. 대신, 서명자들은 "경제를 개선하려면 정책 입안자들은 일, 저축, 투자 및 생산에 대한 장애물을 제거하는 개혁에 초점을 맞춰야 한다. 낮은 세율과 정부 부담의 감소는 재정 정책을 사용하여 성장을 촉진하는 가장 좋은 방법이다"라고 믿었다. 이 광고의 자금은 케이토 연구소에서 나왔다.
2009년 2월 8일, 미국 진보 센터 행동 기금이 작성한 약 200명의 경제학자가 경기 부양책에 찬성하며 서명한 서한이 의회에 전달되었다. 이 서한은 오바마의 계획이 "국가의 파괴적인 일자리 손실을 극복하기 시작할 중요한 투자를 제안하며", "미국을 지속 가능한 장기 성장 경로로 되돌릴 것"이라고 밝혔다. 이 서한에는 케네스 애로, 로렌스 R. 클라인, 에릭 매스킨, 대니얼 맥패든, 폴 새뮤얼슨, 로버트 솔로 노벨상 수상자들이 서명했다. 뉴욕 타임스는 IHS 글로벌 인사이트, Moodys.com, Economy.com, Macroeconomic Advisers의 예측을 발표했는데, 이 예측들은 ARRA가 없었다면 경제가 더 나빴을 수 있음을 시사했다.
2019년 아메리칸 이코노믹 저널에 발표된 연구에 따르면 경기 부양책은 미국 경제에 긍정적인 영향을 미쳤지만, 더 일찍 집중적으로 투입되었더라면 긍정적인 영향이 더 컸을 것이라고 한다.

## 의회 예산처 보고서

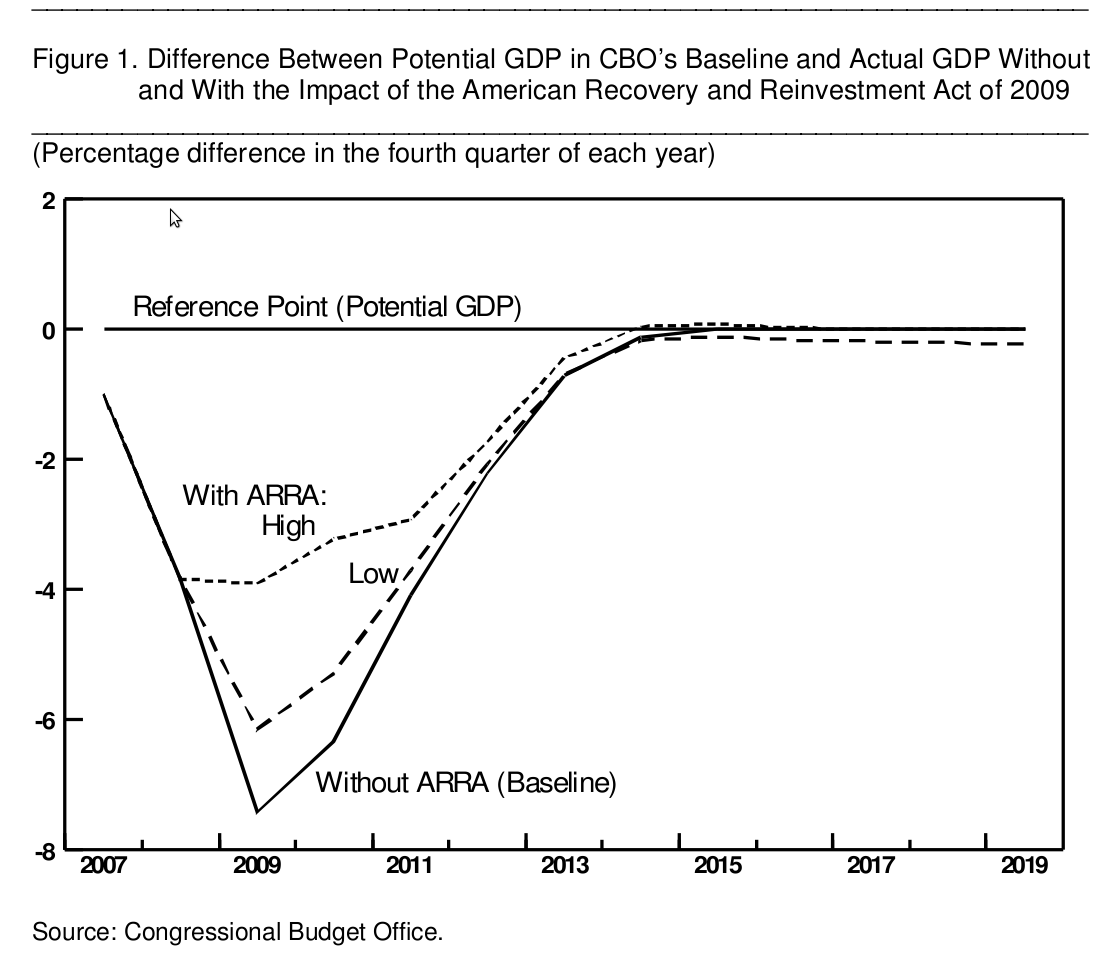
CBO의 경기 부양책이 GDP에 미치는 영향 추정치

CBO는 ARRA가 GDP와 고용에 긍정적인 영향을 미칠 것으로 추정했다. 2009년 말까지 GDP가 1.4%에서 3.8% 증가하고, 2010년 말까지 1.1%에서 3.3% 증가하며, 2011년 말까지 0.4%에서 1.3% 증가할 것으로 예측했으며, 2014년 이후에는 0에서 0.2% 감소할 것으로 예측했다. 고용에 미치는 영향은 2009년 말까지 0.8만 명에서 2.3만 명 증가하고, 2010년 말까지 1.2만 명에서 3.6만 명 증가하며, 2011년 말까지 0.6만 명에서 1.9만 명 증가할 것으로 예측했으며, 그 이후 몇 년 동안은 미국 노동 시장이 거의 완전 고용에 도달하면서 증가세가 둔화되지만 결코 마이너스가 되지는 않을 것으로 예측했다. 2014년 이후 GDP 감소는 정부 부채가 투자에 사용될 자금을 흡수하는 구축 효과로 설명된다. 2013년 경제학자 스티븐 마글린과 피터 스피글러의 연구에 따르면 경기 부양책은 CBO 추정치에 맞춰 GDP를 끌어올렸다.
2009년 2월 4일 의회 예산처(CBO) 보고서에 따르면, 경기 부양책이 단기적으로는 경제 생산량과 고용을 증가시킬 것이지만, 2019년까지 GDP는 0.1%에서 0.3%의 순 감소를 기록할 것으로 추정된다(CBO 추정 기준선과 비교 시).
CBO는 법안 제정으로 2009회계연도 남은 기간 동안 1,850억 달러, 2010년에는 3,990억 달러, 2011년에는 1,340억 달러, 즉 2009년부터 2019년까지 총 7,870억 달러의 연방 예산 적자가 증가할 것으로 추정했다.
2월 11일 서한에서 CBO 국장 더글러스 엘멘도르프는 경제학자들 사이에 경기 부양책의 효과에 대해 의견 불일치가 있다고 언급하며, 일부는 큰 효과에 대해 회의적인 반면 다른 일부는 매우 큰 효과를 기대한다고 밝혔다. 엘멘도르프는 CBO가 GDP와 고용의 단기적인 증가를 예상한다고 말했다. 장기적으로 CBO는 이 법안이 국가 부채를 늘리고 민간 투자를 구축함으로써 생산량을 약간 감소시킬 것으로 예상했지만, 도로 및 고속도로 개선, 기초 연구 및 교육 지출 증가와 같은 다른 요소들이 생산량 감소를 상쇄할 수 있으며, 수요 감소에 대한 반응으로 민간 투자가 이미 감소하고 있기 때문에 단기적으로는 구축 효과가 문제가 되지 않는다고 언급했다.
2015년 2월, CBO는 법률의 결과에 대한 최종 분석을 발표했는데, 6년 동안 다음을 발견했다.
- 실질 GDP는 최저 1.7%에서 최고 9.2%까지 평균적으로 증가했다.
- 실업률은 최저 1.1%포인트에서 최고 4.8%포인트까지 평균적으로 감소했다.
- 풀타임 등가 고용-연수는 210만 명에서 1,160만 명까지 평균적으로 증가했다.
- 총 지출은 6,630억 달러였고, 이 중 970억 달러는 환급 가능한 세액 공제였다.

## Recovery.gov

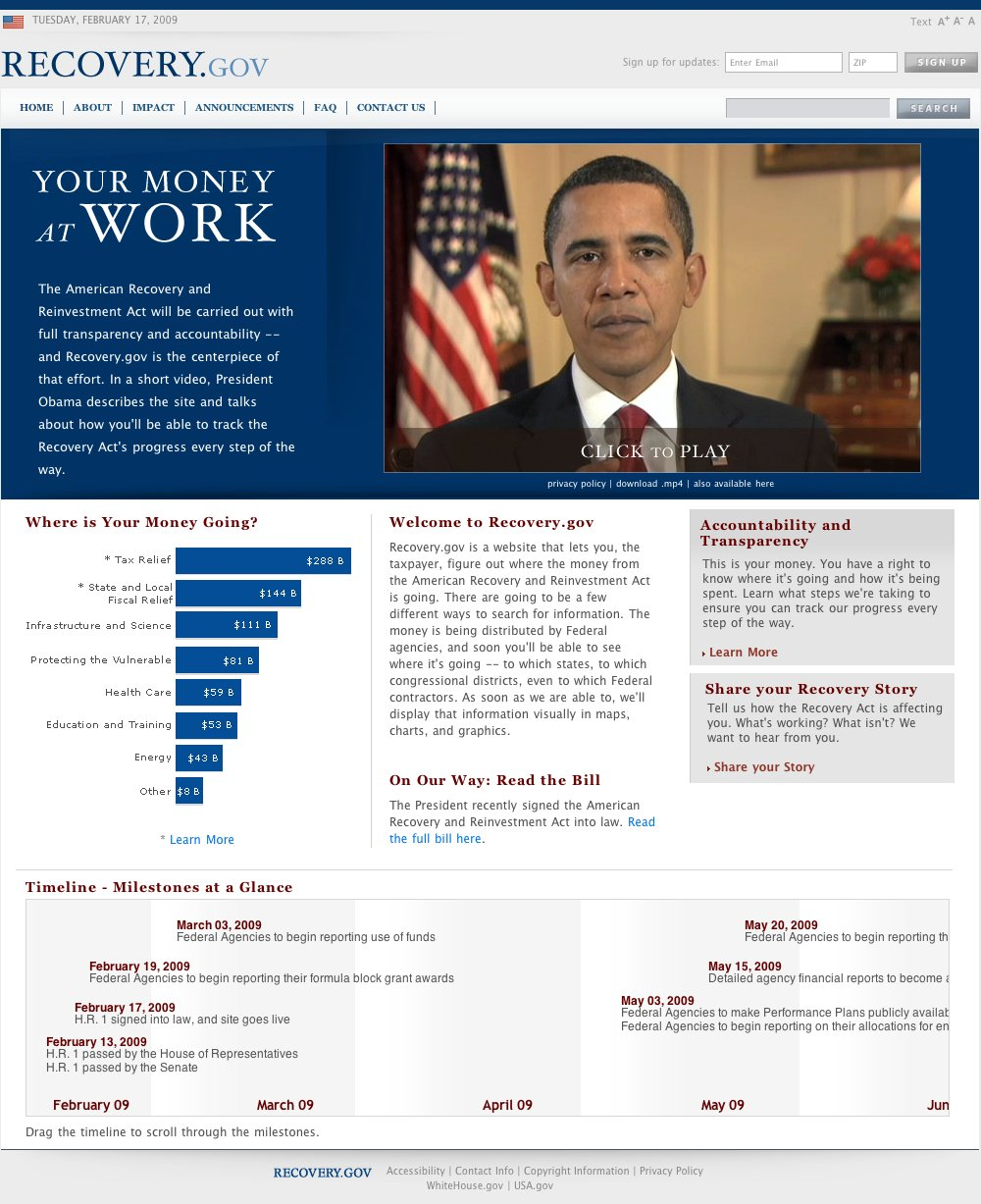
Recovery.gov, 이 법을 위해 만들어진 웹사이트

2009년 5월 21일 워싱턴 포스트 기사는 "경기 부양책에 대한 지지를 구축하기 위해 오바마 대통령은 전례 없는 투명성을 약속했으며, 그 중 큰 부분은 납세자가 Recovery.gov에서 거리 수준까지 자금을 추적할 수 있도록 하는 것이라고 말했다... 그러나 법안이 서명된 지 3개월이 지나도록 Recovery.gov는 보도 자료, 지출의 일반적인 분류, 그리고 약어로 가득 찬 스프레드시트와 타임라인 외에는 거의 제공하지 않는다." 같은 기사는 또한 "정부 웹사이트와 달리, 민간 운영 Recovery.org는 7,870억 달러의 경기 부양 자금이 어떻게 지출되고 있는지에 대한 상세 정보를 실제로 제공하고 있다"고 밝혔다.
웹사이트 보고 오류에 대한 보도는 전국 뉴스가 되었다. Recovery.gov가 존재하지 않는 의회 지역구에 자금 배분을 보고했다는 뉴스 기사가 돌았다.

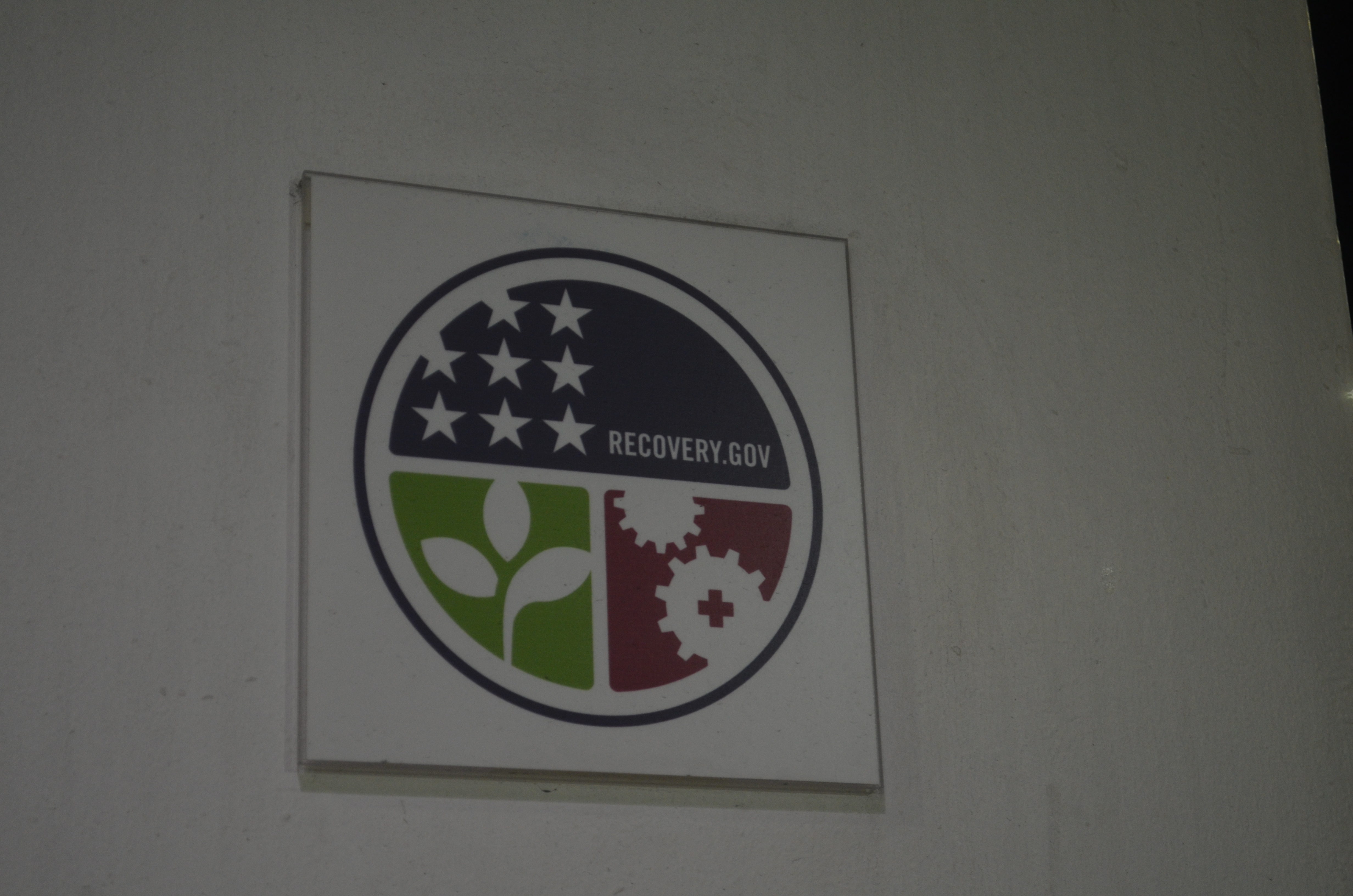
마이애미 대중교통에 붙어 있는 Recovery.gov 현판

새로운 Recovery.gov 웹사이트는 2010년 1월까지 약 950만 달러(약 1114만 )의 비용으로 재설계되었다.
2009년 7월 20일, 드러지 리포트는 Recovery.gov에 있는 페이지 링크를 게시했는데, 드러지는 이 페이지들이 미국 농무부가 모차렐라 치즈, 냉동 햄, 통조림 돼지고기 개별 포장과 같은 품목에 수십만에서 백만 달러가 넘는 고가의 계약을 체결한 것을 자세히 설명하고 있다고 주장했다. 같은 날 농무부가 발표한 성명은 "2파운드 냉동 햄 슬라이스"에 대한 언급은 포장 크기를 의미한다. Recovery Act가 "햄 2파운드"를 구매하는 데 119만 1천 달러를 지출했다고 시사하는 언론 보도는 사실이 아니다. 실제로 해당 계약은 76만 파운드의 햄을 119만 1천 달러에 구매했으며, 이는 파운드당 약 1.50달러의 비용이 들었다"고 주장하여 주장을 정정했다.
2016년 현재, recovery.gov의 웹 서버는 폐쇄되었으며 사이트는 접속할 수 없다.

## 법안에 따른 발전 및 법안 효과 추정

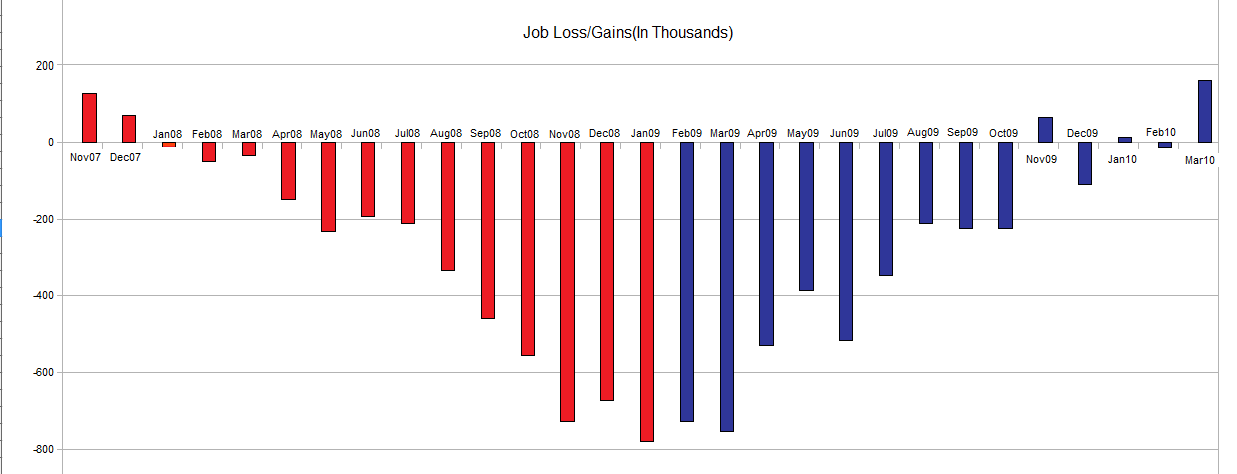
OFA의 차트를 기반으로 한 BLS 일자리 손실 데이터 차트

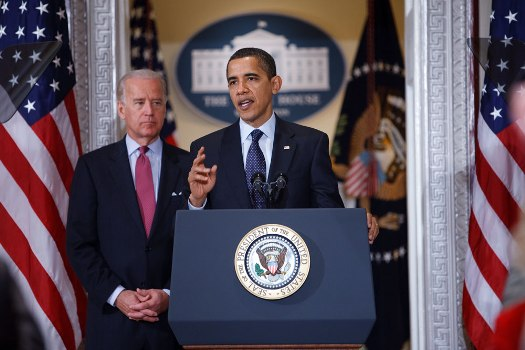
대통령 버락 오바마와 조 바이든 부통령은 2009년 3월 20일 주 의원들에게 경기회복법 시행에 대해 연설한다.

의회 예산처는 2009년 10월에 2008년과 2009년 적자 변화의 원인을 보고했다. 이 적자는 각각 약 4,600억 달러와 1조 4,100억 달러였다. CBO는 ARRA가 2009년 적자를 2천억 달러(약 2383억) 증가시켰는데, 이는 경제에 대한 피드백 효과를 제외하고 세금 감면과 추가 지출에 균등하게 분할되었다고 추정했다.
2010년 2월 12일, 정기적으로 경제 보고서를 발행하는 미국 노동통계국은 2000년 이후 월별 일자리 손실 데이터를 발표했다. 민주당 전국위원회의 지역 조직 프로젝트인 미국 조직화는 2007년 12월부터 시작되는 기간의 BLS 데이터를 보여주는 차트를 준비했다. OFA는 이 차트를 사용하여 "경기 회복법의 결과로, 경기 회복법이 시작되기 전인 1년 전과 비교하면 일자리 손실이 훨씬 줄었다"고 주장했다. 다른 이들은 경기 침체 초기에는 항상 일자리 손실이 증가하고 정부 부양책 지출 유무에 관계없이 자연스럽게 둔화되며, OFA 차트가 오해의 소지가 있다고 주장한다.

경기 부양 패키지의 주요 정당화에서 오바마 행정부와 민주당 지지자들은 2009년 1월 ARRA가 있을 때와 없을 때의 예상 실업률을 보여주는 그래프를 제시했다. 이 그래프는 ARRA가 제정되지 않으면 실업률이 9%를 초과할 것이고, ARRA가 제정되면 결코 8%를 초과하지 않을 것이라고 보여주었다. ARRA가 법으로 제정된 후, 실제 실업률은 2009년 2월에 8%를 초과했고, 2009년 5월에 9%를 초과했으며, 2009년 10월에 10%를 초과했다. 실제 실업률은 2011년 6월에 9.2%였는데, 이는 ARRA와 함께라면 7% 미만으로 예상되었던 것이다. 그러나 ARRA 지지자들은 실제 경기 침체가 ARRA가 처음 구상되었을 때의 어떤 예측보다 훨씬 심각했던 것으로 나중에 밝혀졌다는 점을 들어 이를 설명할 수 있다고 주장한다.

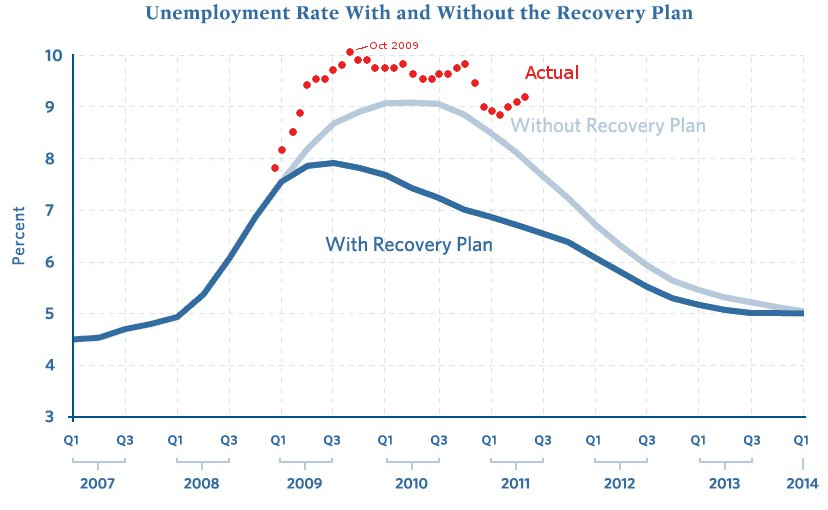
예상 실업률

2009년 3월 전국경제학자협회(NABE)의 산업 조사에 따르면, 2009년 2월에 제정된 재정 부양책을 검토한 경제학자의 60.3%가 경기 침체 기간을 단축하는 데 미미한 영향을 미칠 것으로 예상했으며, 29.4%는 거의 또는 전혀 영향을 미치지 않을 것으로 예상했고, 10.3%는 강력한 영향을 예측했다. NABE가 가장 효과적일 것으로 예상한 부양책의 측면은 물리적 인프라, 실업 급여 확대, 개인 세율 인하였다.
부양책 시행 1년 후, 무디스와 IHS 글로벌 인사이트를 포함한 여러 독립 거시경제 기업들은 부양책이 160만~180만 개의 일자리를 살리거나 창출했으며, 부양책이 완료될 시점에는 총 250만 개의 일자리를 살릴 것으로 예상했다. 의회 예산처는 이러한 추정치를 보수적이라고 간주했다. CBO는 자체 모델에 따라 2009년 4분기에 210만 개의 일자리가 창출되었고, 경제를 최대 3.5% 끌어올렸으며, 실업률을 최대 2.1% 낮췄다고 추정했다. CBO는 이 패키지가 2010년에는 더욱 큰 영향을 미칠 것이라고 예측했다. CBO는 또한 "보고된 일자리 중 얼마나 많은 수가 경기 부양 패키지가 없었다면 존재했을지 판단하는 것은 불가능하다"고 말했다. CBO의 2010년 1분기 보고서는 지속적인 긍정적 효과를 보여주었는데, 해당 분기에 고용이 최대 280만 명 증가하고 GDP가 최대 4.2% 증가했다. 서부 온타리오 대학의 경제학자 티모시 콘리(Timothy Conley)와 오하이오 주립 대학의 빌 뒤포르(Bill Dupor)는 경기 부양책이 공공 부문 일자리 창출에 명확하게 긍정적인 영향을 미쳤지만, 민간 부문 일자리 창출에는 모호한 영향을 미쳤다고 밝혔다. 동일한 방법론을 사용했지만 동일한 오류를 식별하지 못한 연방 준비은행의 경제학자 댄 윌슨(Dan Wilson)은 "ARRA 지출은 첫 해에 약 2백만 개의 일자리를 창출하거나 보존했으며, 2011년 3월까지 3백만 개 이상을 창출하거나 보존했다"고 추정한다.
CBO는 또한 법안의 장기적인 영향에 대한 평가를 수정했다. 2014년 이후, 경기 부양책은 0에서 0.2%의 생산량 감소를 가져올 것으로 추정된다. 경기 부양책은 어떤 기간에도 고용에 부정적인 영향을 미치지 않을 것으로 예상된다.
2011년에 상무부는 이전 추정치 중 일부를 수정했다. 경제학자 딘 베이커는 다음과 같이 말했다.
개정된 데이터는 리먼 브라더스 파산 후 두 분기 동안 경제가 이전에 인식했던 것보다 훨씬 더 빠르게 급락했음을 보여주었다. 그러나 경기 부양책이 시행되자마자 2009년 2분기에 급락세가 멈췄다. 그 뒤를 이어 다음 4분기 동안 상당한 성장이 이어졌다. 그런 다음 2010년 말과 올해 초 경기 부양책의 영향이 약해지면서 성장이 다시 약화되었다.

즉, 개정된 데이터가 보여주는 성장 패턴은 경기 부양책이 효과가 있었음을 분명히 나타낸다. 주요 문제는 경기 부양책이 충분히 크지 않았고 경제를 잠재 생산량에 가깝게 끌어올릴 만큼 충분히 오래 유지되지 않았다는 것으로 보인다.
민주당 하원 선거 위원회(DCCC)는 ARRA에 반대표를 던졌지만, 그들의 지역구에서 ARRA 프로그램에 대한 공로를 주장하거나 받아들인 공화당 하원의원들을 나열하기 위해 "위선 명예의 전당"을 설립했다. 2011년 9월 현재, DCCC는 이 범주에 128명의 공화당 하원의원을 나열하고 있었다. 뉴스위크는 경기 부양책이 일자리를 창출하지 않을 것이라고 공개적으로 주장했던 많은 공화당 의원들이 그 지출이 일자리를 창출할 것이라는 이유로 그들의 지역구에 경기 부양 프로그램을 요청하는 편지를 쓰고 있었다고 보도했다.
경기 부양책은 규모가 너무 작다는 비판을 받아왔다. 2010년 7월, 저명한 경제학자 40명으로 구성된 그룹은 실업률을 줄이기 위한 확대된 경기 부양 프로그램의 필요성을 주장하는 성명을 발표했다. 그들은 또한 적자 감축이 우선순위가 되어야 한다는 견해에 이의를 제기했다. "만성적인 수요 부족을 해결하지 않고 적자 감축을 첫 번째 목표로 삼는 것은 1930년대의 오류와 정확히 일치한다."
2010년 7월, 백악관 경제자문위원회(CEA)는 2010년 2분기 현재 경기 부양책이 "250만에서 360만 개의 일자리를 살리거나 창출했다"고 추정했다. 그 시점에서 경기 부양책에 따른 지출 총액은 2,570억 달러였고 세금 감면 총액은 2,230억 달러였다. 2011년 7월, CEA는 2011년 1분기 현재, ARRA가 다른 상황이었다면 고용을 240만에서 360만 명 증가시켰다고 추정했다. 이 시점까지의 지출 총액과 세금 감면 총액은 6,660억 달러였다. 비평가들은 단순한 수학적 계산을 사용하여 ARRA가 창출된 일자리당 납세자에게 185,000달러에서 278,000달러의 비용을 들였다고 보고했지만, 이 계산에는 그 결과로 생긴 영구적인 인프라가 포함되지 않았다.
2010년 8월, 공화당 상원의원 톰 코번과 존 매케인은 이 법에 의해 자금 지원을 받은 프로젝트 중 "가장 낭비적인 프로젝트" 100개를 나열한 보고서를 발표했다. 총 150억 달러에 달하는 이 프로젝트들은 전체 8,620억 달러의 2% 미만이었다. 두 상원의원은 경기 부양책이 경제에 긍정적인 영향을 미쳤다는 점을 인정했지만, 일자리 창출 문제에서 "가장 큰 효과"를 내지 못했다고 비판했다. CNN은 두 상원의원의 반대 의견이 선택적인 내용을 담고 있으며 불분명하고 오류가 있는 인상을 준다고 지적했다.
이 법의 주요 목적과 약속 중 하나는 일자리를 창출할 수 있는 수많은 "바로 삽질할 수 있는" 프로젝트를 시작하는 것이었다. 그러나 이 프로젝트 중 상당수는 대부분 인프라와 관련된 것이었는데, 예상보다 구현하는 데 더 오랜 시간이 걸렸다. 2010년까지 오바마는 '바로 삽질할 수 있는 프로젝트는 존재하지 않는다'는 것을 깨달았다고 말했다.
미국 기회세액공제 및 근로 장려 세제와 관련된 법의 일부 세금 인센티브는 2010년 세금 구제, 실업 보험 재승인 및 일자리 창출법에 의해 추가로 2년 연장되었다.
2011년 11월, 의회 예산처(CBO)는 이 법안에 대한 이전 보고서를 업데이트했다. CBO는 "고용 효과는 2010년 말에 약해지기 시작하여 2011년 내내 계속되었다"고 밝혔다. 그럼에도 불구하고, 2011년 3분기에 CBO는 이 법안이 풀타임 등가 일자리를 50만에서 330만 개 증가시켰다고 추정했다. 경기회복법 제1513조는 법의 영향에 대한 보고서를 분기별로 제출하도록 명시하고 있지만, 마지막 보고서는 2011년 2분기에 발행되었다. 2012년 12월 현재, 미국인의 58.6%가 고용되어 있다.
2013년, 미국의 자유지상주의 단체인 리즌 재단은 ARRA의 결과에 대한 연구를 수행했다. 8,381개 표본 회사 중 23%만이 새로운 직원을 고용하고 프로젝트 완료 시까지 모두 유지했다. 또한, 표본 회사 중 41%만이 직원을 고용했으며, 30%의 표본 회사는 직원을 고용했지만 정부 자금 지원이 중단되자 모든 직원을 해고했다. 이러한 결과는 직원을 유지하지 않거나 전혀 고용하지 않은 회사를 고려하지 않은 이전의 일자리 창출 추정치에 의문을 제기한다.
2014년 2월, 백악관은 경기 부양책이 2009년부터 2012년까지 연평균 160만 개의 일자리를 살리거나 창출하여 경기 침체가 또 다른 대공황으로 이어지는 것을 막았다고 발표했다. 오하이오주 하원 의장 존 베이너와 같은 공화당 의원들은 이 보고서가 너무 많은 비용이 들고 결과가 너무 적었다는 점에서 비판했다.

## 감독 및 행정
바이든 부통령의 감독 역할 외에도, 고위 자문 기구인 대통령 경제 회복 자문 위원회(나중에 "대통령 일자리 및 경쟁력 위원회"로 개칭 및 재구성됨)가 이 법의 통과와 동시에 임명되었다.
또한 대통령은 내무부 감사관 얼 데바니와 복구 책임 및 투명성 위원회(RATB)를 지명하여 법안의 시행을 모니터링하고 자금 배정에서 사기, 낭비, 손실과 같은 낮은 수준의 문제를 방지하도록 했다. 11명의 다른 감사관들이 RATB에서 근무했으며, 위원회에는 복구 독립 자문 위원회도 있었다.
2011년 말, 데바니와 그의 동료 RATB 감사관들, 그리고 RATB에 소속되지 않은 더 많은 감사관들은 한 워싱턴 관찰자의 눈에 이 법안의 시행 과정에서 큰 스캔들을 피할 수 있었다고 평가받았다.
2016년 5월, 미국 상원 재정위원회 위원장인 오린 해치 상원의원(공화당-유타)은 경기 부양법 중 태양 에너지 및 친환경 에너지 기업에 보조금을 지급하는 부분에 대한 조사를 처음으로 시작했다. 해치 의원은 국세청(IRS)과 재무부에 프로그램에 대한 질문 목록이 담긴 서한을 보냈다. 월스트리트 저널에 따르면, 위원회 위원장인 고위 상원의원의 서한은 의회의 공식 조사로 이어질 수 있다.
경기 부양법의 한 부분인 1603조는 태양광 기술 투자를 장려하기 위해 태양광 회사에 현금 보조금을 지급했다. 2009년에는 많은 회사가 해당 산업에서 아직 수익을 내지 못했기 때문에 세금 공제 대신 현금이 제공되었다. 2015년 9월, 미국 정부는 한 스페인 회사에 프로그램에서 받은 100만 달러(약 108만)를 반환할 것을 요청했다. 이 회사는 요청에 완전히 따랐다는 성명을 발표했다.

## 같이 보기
- 1998년 국세청 구조조정 및 개혁법
- 세계 금융 위기 (2007년~2008년)
- 2008년 경제 부양법
- 2009년 에너지 효율 및 재생 에너지 연구 투자
- 2010년 미국 연방 예산
- 빌드 아메리카 채권
- 2009년 경제 회복 및 중산층 감세법
- 미국 에너지법
- 2008년 유럽 연합 경기 부양 계획
- Federalreporting.gov
- 빈곤에서 벗어나는 길 (POP)
- 경쟁에의 질주
- 학교 개선 보조금
- 세금 공제 지원 프로그램
- 2021년 미국 구조 계획법